# Görvälns slottspark

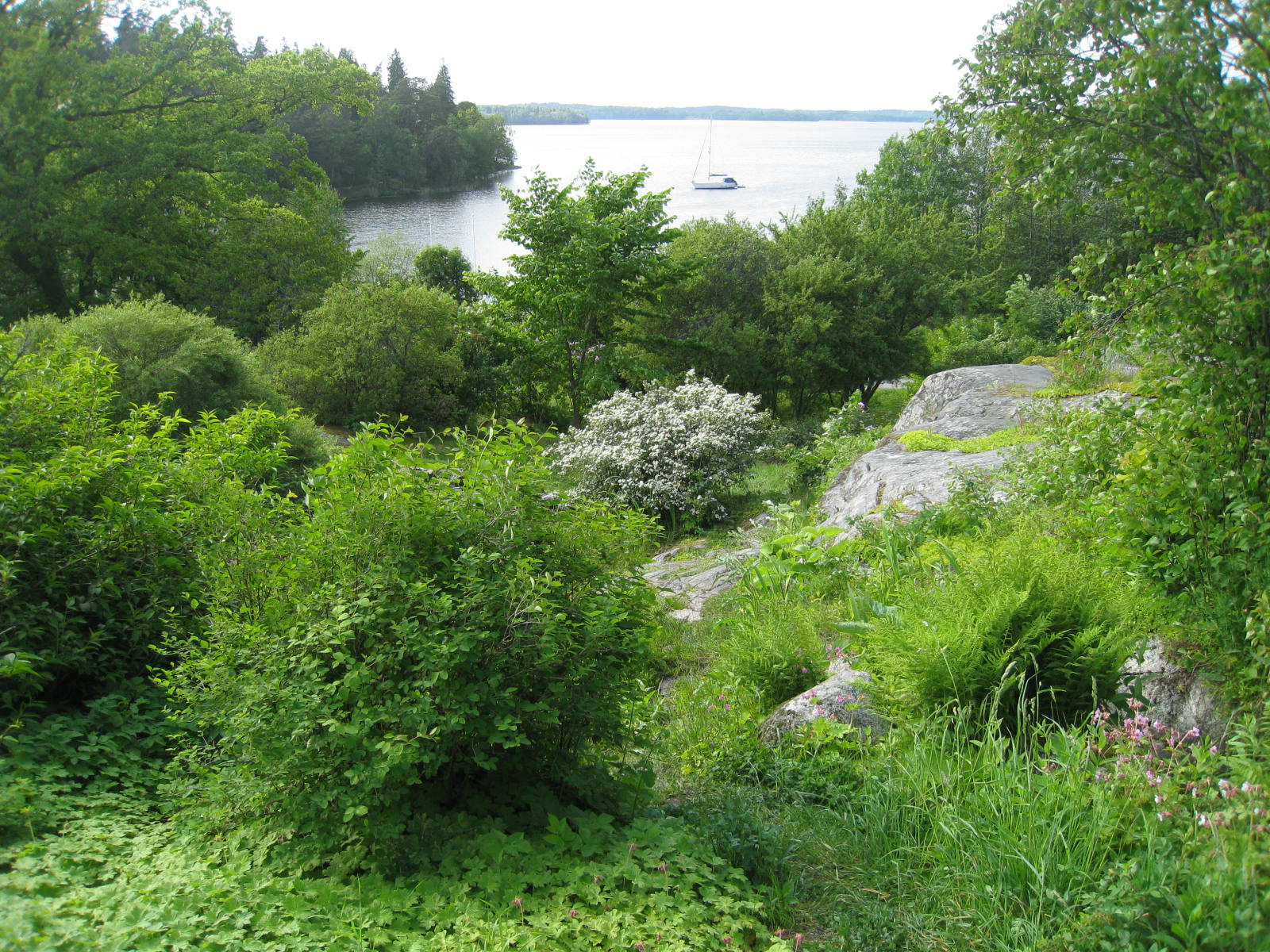
Görvälns slottspark.

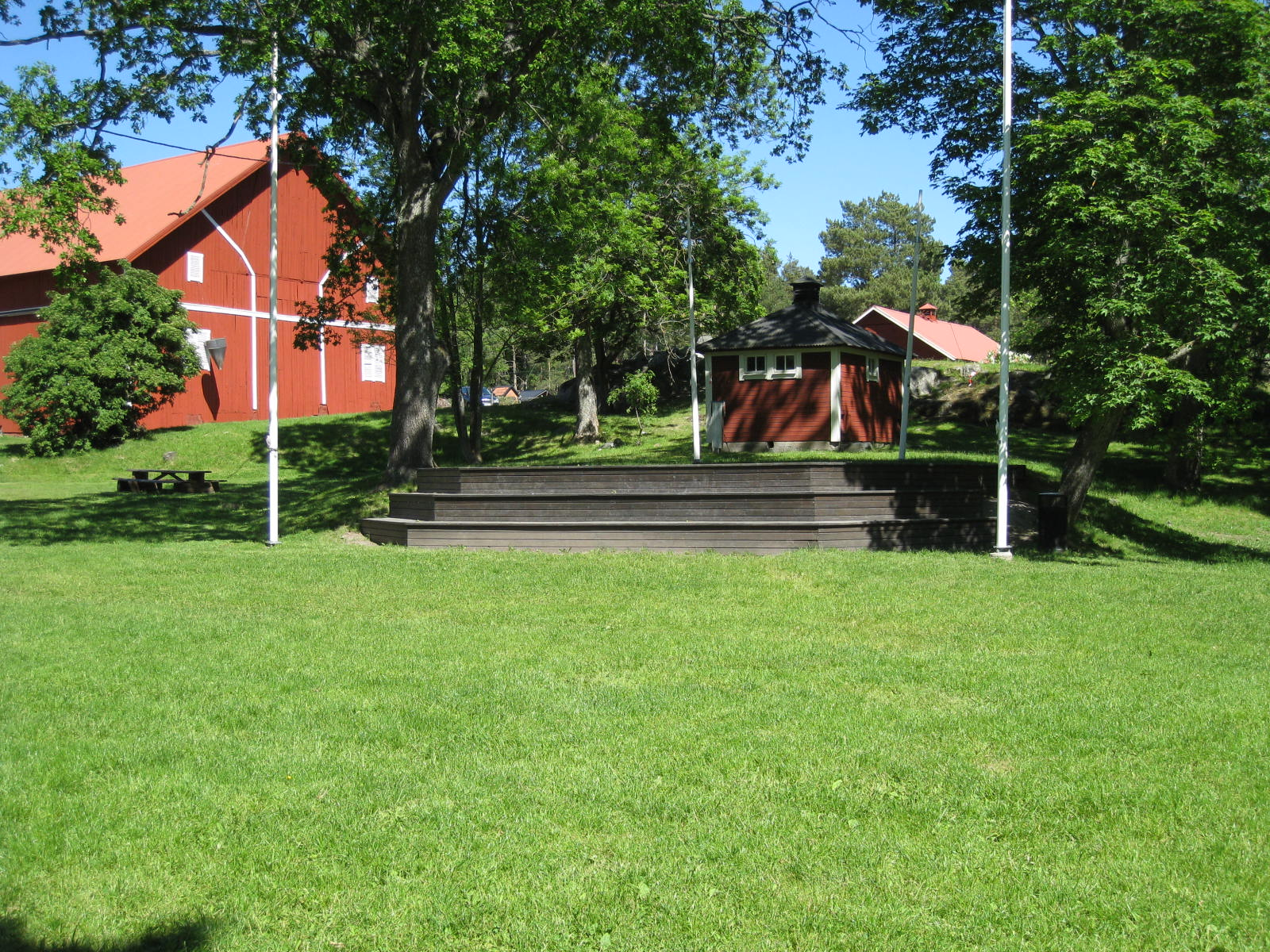
Friluftsscenen i parken.

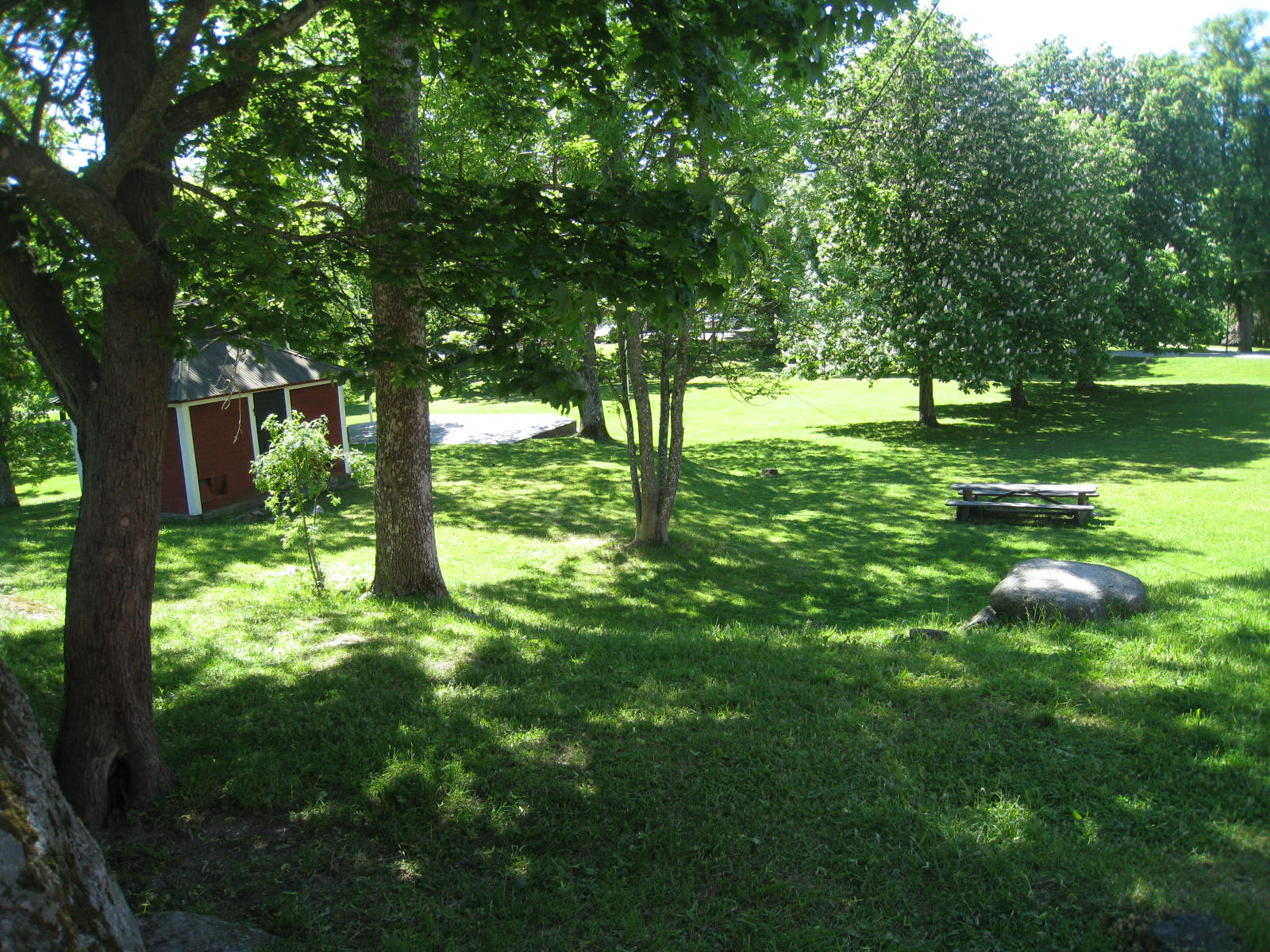
Parken norr om slottet.

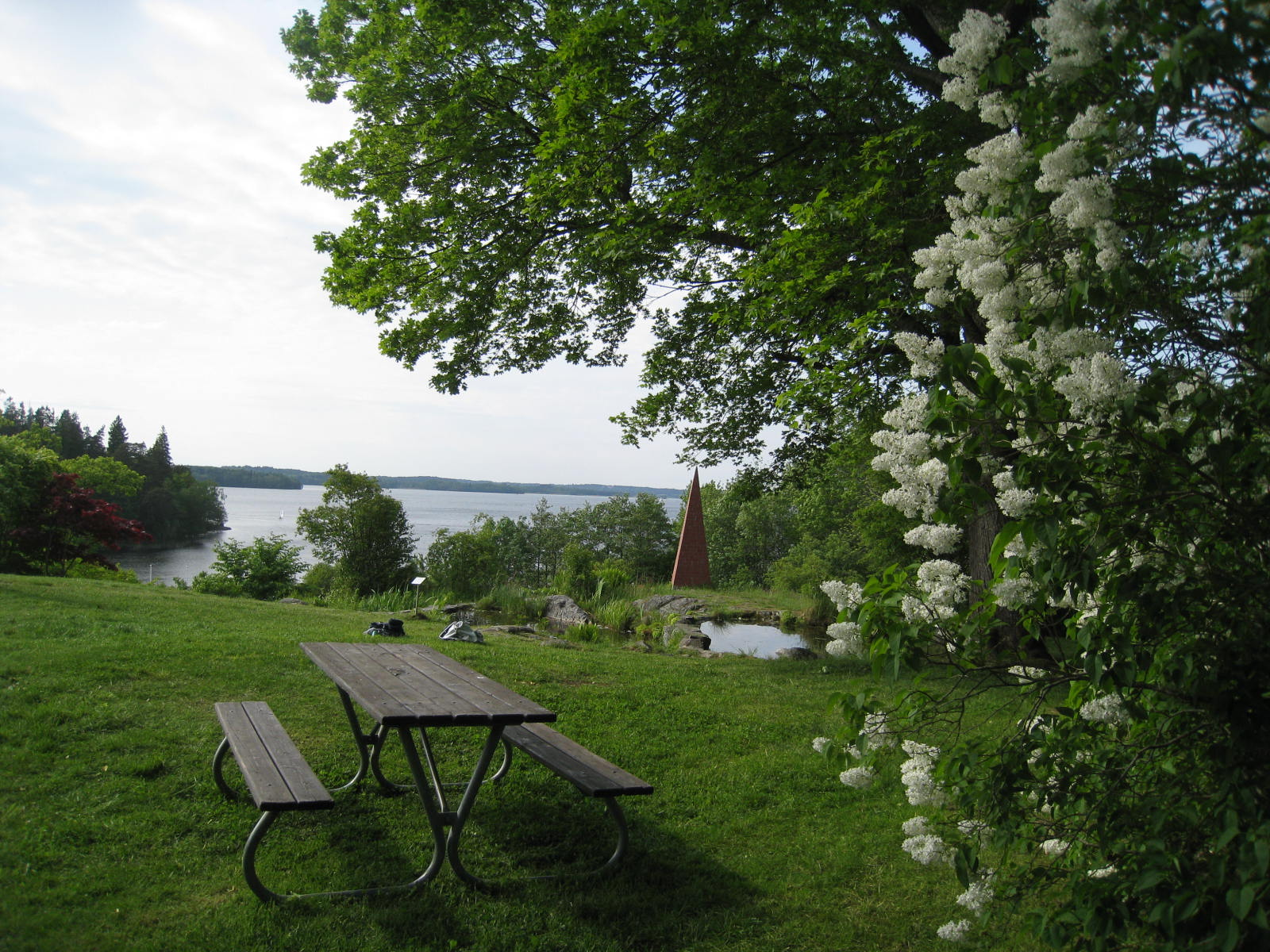
Utsikt mot Mälaren från parken.

Görvälns slottspark med omgivningar är en slottspark som omger Görvälns slott i Järfälla kommun i Stockholms län. Den omgivande parken vid Görvälns slott är Järfällas mest välbevarade herrgårdsmiljö, med huvudbyggnad, flyglar, ekonomibyggnader och arbetarbostäder. Byggnadsbeståndet är ovanligt komplett för att vara en så stor gård i Stockholms närhet. På 1900-talets början kompletterades parken mot sjön med exotiska träd. Det var under Mauritz Salins tid som ägare till Görvälns slott. Järfälla kommuns park- och naturavdelning sköter idag parken.
Görvälns slott ägs av Järfälla kommun och har rustats upp, det totalrenoverades 2008. Det är byggnadsminnesskyddat. Slottet och parken ligger inom Görvälns naturreservat. Hela området där Görvälns slott är beläget är en kulturhistorisk miljö. Flera föreningar har lokaler i någon av herrgårdens byggnader.
Två av regionens "gröna kilar" passerar Järfälla kommun. Görvälnskilen går utmed Mälarens stränder och där ligger ett av kommunens naturreservat, Görvälns naturreservat, med unik gammelskog, med träd som är äldre än 120-140 år, oftast äldre än 150 år, ekbeväxta beteshagar, båtklubbar, badplatser, elbelysta motionsslingor, promenader, en alpin backe, Brukets skidbacke eller Bruketbacken, och slottet. Österut passerar Järvakilen in mot Stockholm och Kungliga nationalstadsparken (Ekoparken). Där finns naturreservat med skog och betesmarker, ridanläggning, motionsslingor, cykelvägar och en av regionens bästa fågelsjöar.

## Slottsparksområdet

### Arboretum och alléer

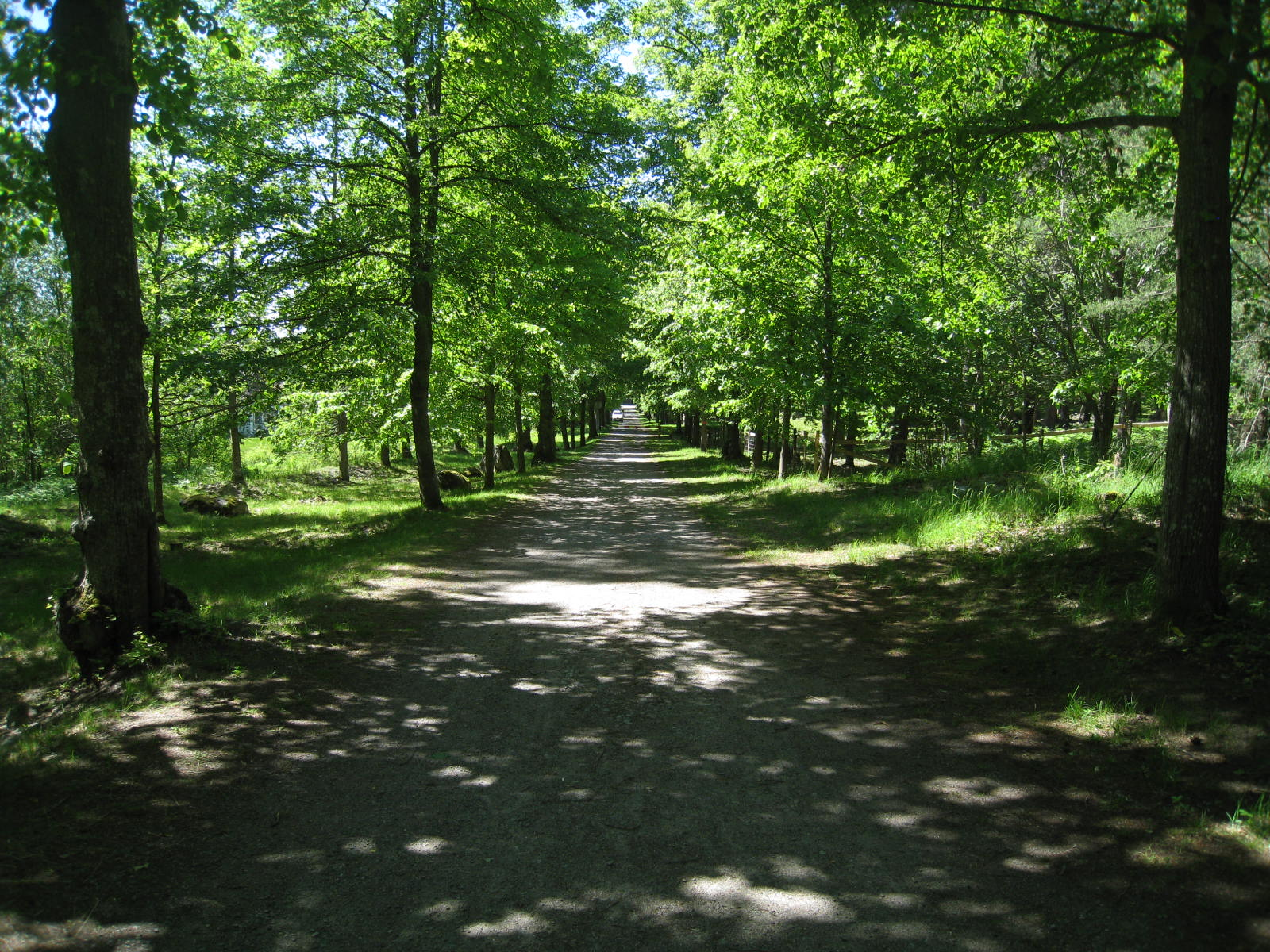
Lindallén från Görvälnsvägen norr om slottet, där även Upplandsleden går fram.

Ovanför en djup vik av Mälaren ligger slottet ligger och det utgör en imponerande syn från Görvälnsfjärden. Slottet uppfördes på 1600-talet och parken har träd och buskar från många delar av världen. Görvälns slottspark är ett så kallat arboretum, det vill säga en provkarta på träd och buskar från olika delar av världen, och som började anläggas i slutet av 1800-talet. Ett 150-tal olika arter finns beskrivna och skyltade i parken.
Alléerna från 1700-talet har nyligen restaurerats. Under senare år har parken kompletterats med en rhododendrondal, friluftsscen och en skulpturpark Görvälns skulpturpark. Vid slottet finns också Görvälns gårdsmuseum, som är öppet efter överenskommelse, servering i Görvälns slott och en raststuga i det före detta hönshuset.
I maj månad är gräsmattorna gulprickiga av vårlök och Järfällas enda bestånd av gulsippa finns också i parken. Vissa höstar växer en jättelik svavelticka på en ask mellan slottet och trädgårdsmästarbostaden.
På Sveriges nationaldag den 6 juni ordnas Görvälndagen, då parken visas och dess historia berättas tillsammans med andra aktiviteter.

## Bildgalleri

### Arboretum

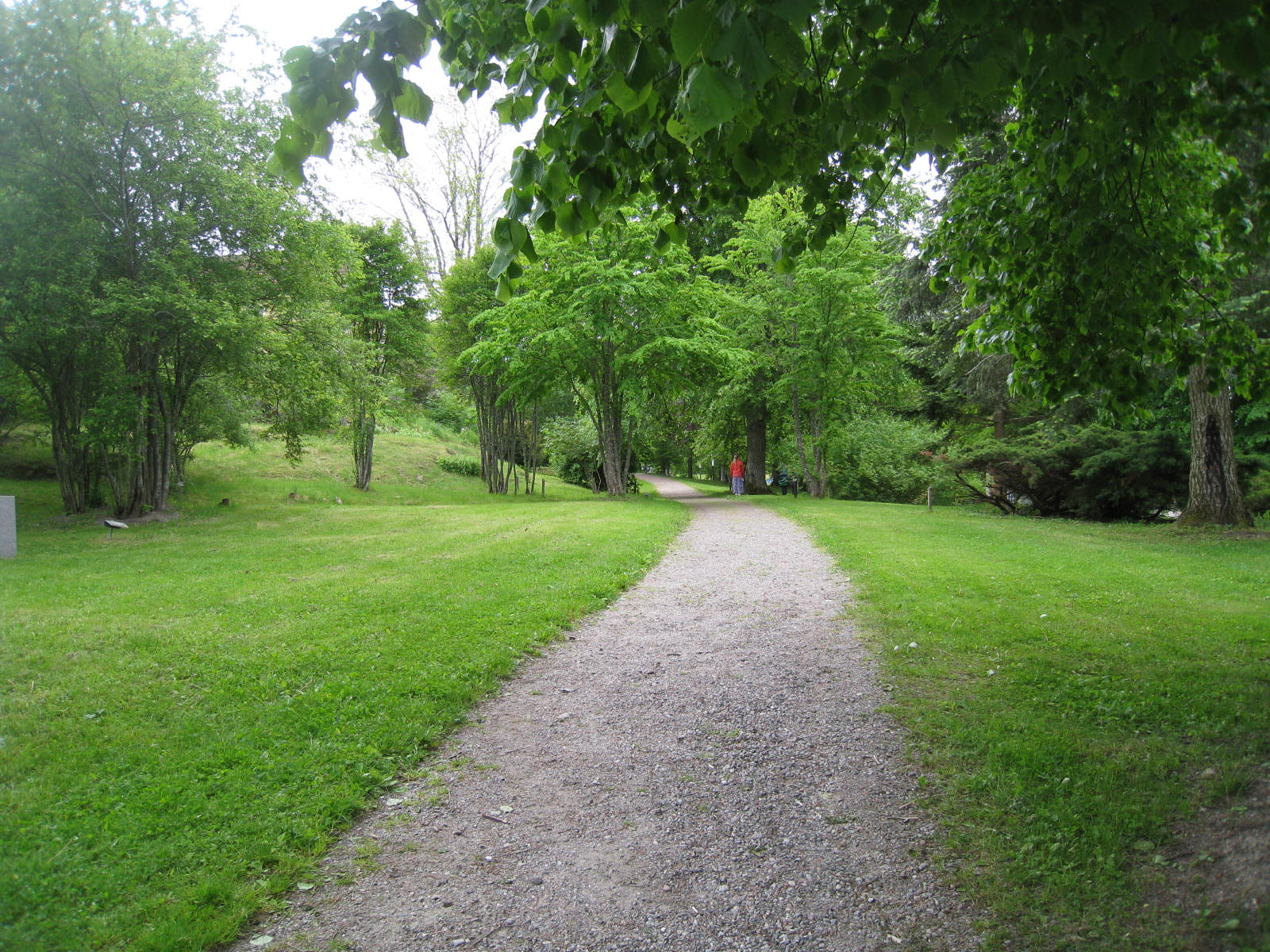
Slottsparken med sitt arboretum.
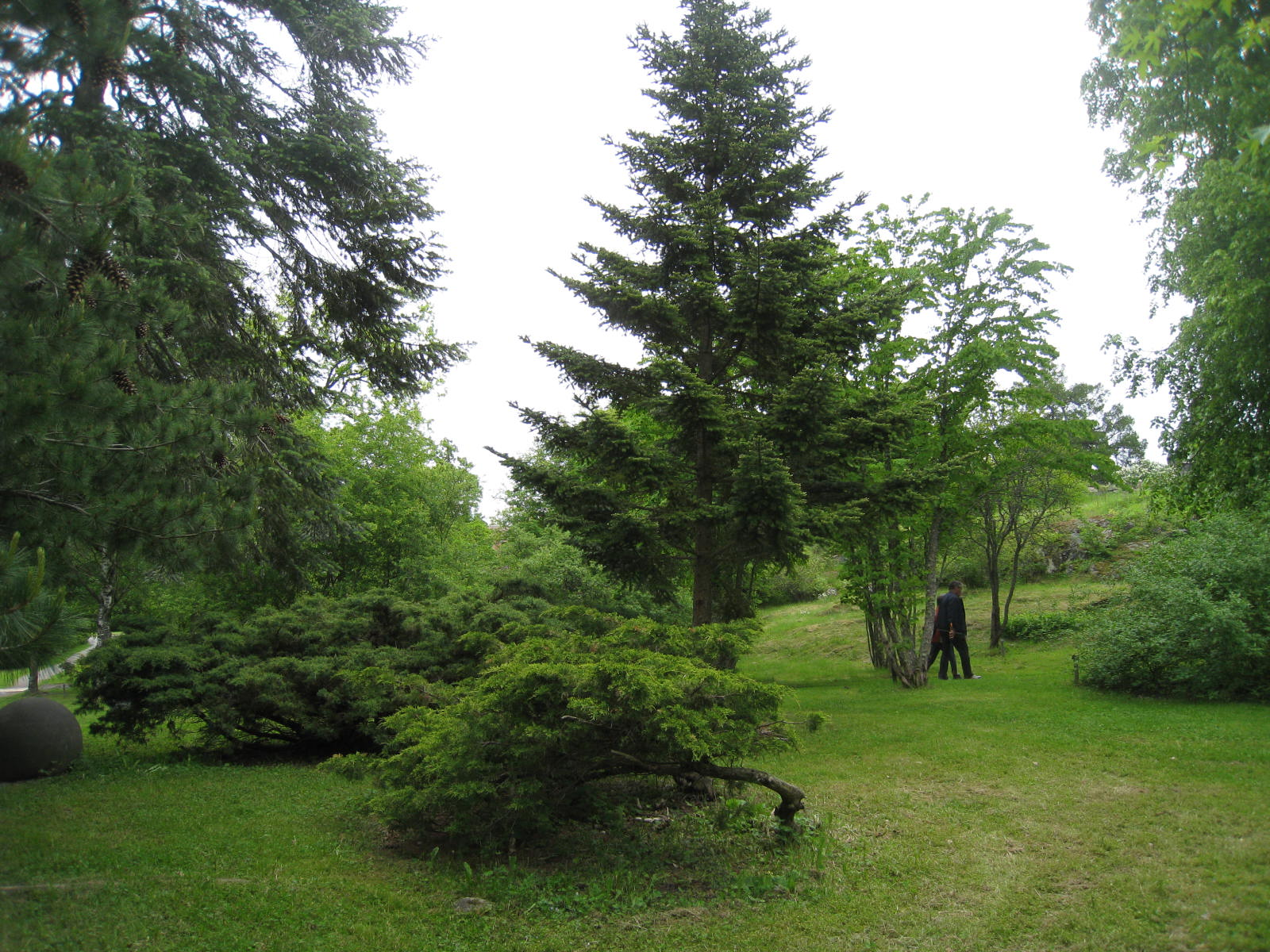
Slottsparken.
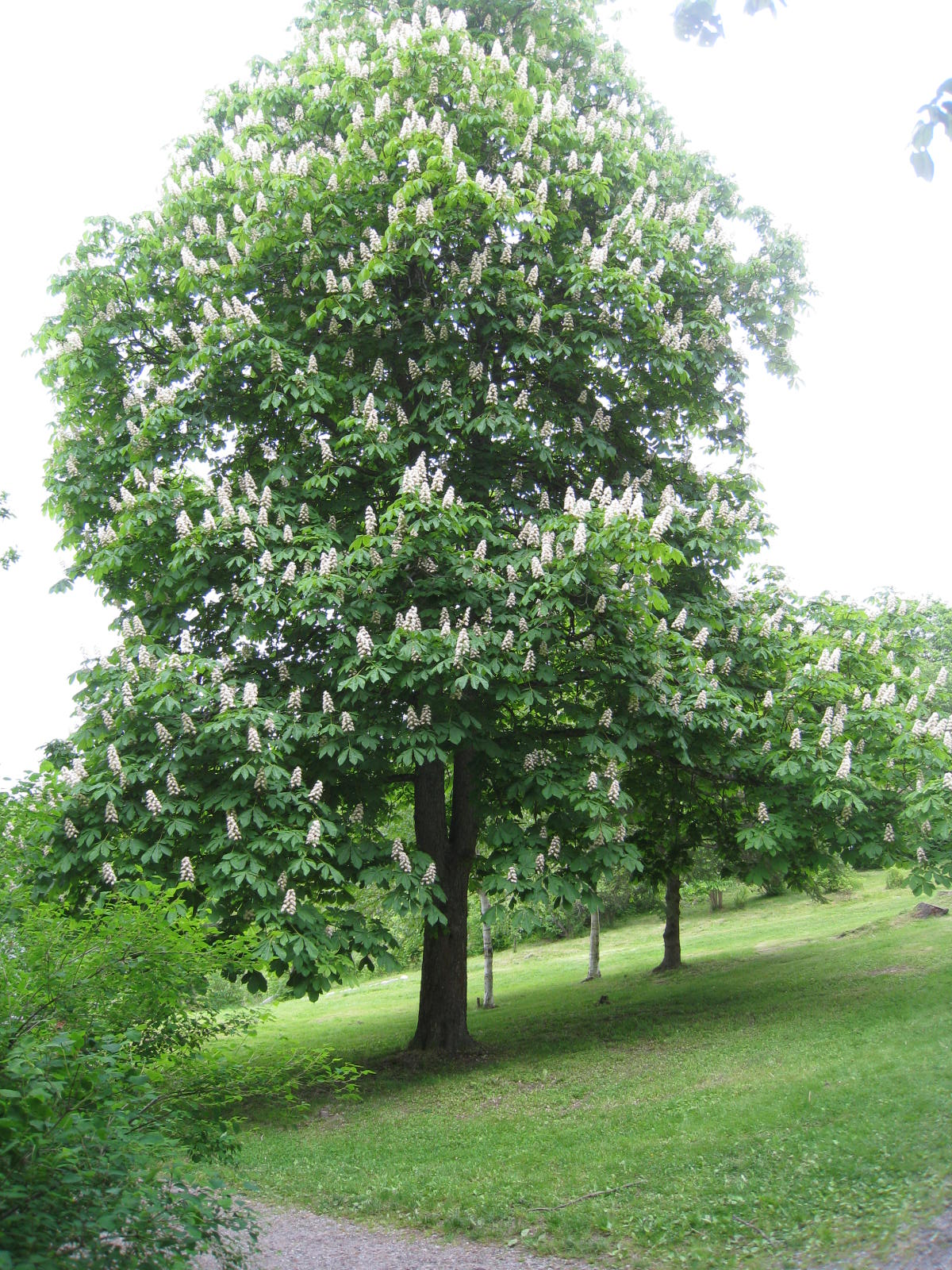
Blommande kastanjeträd.

### Lindallén

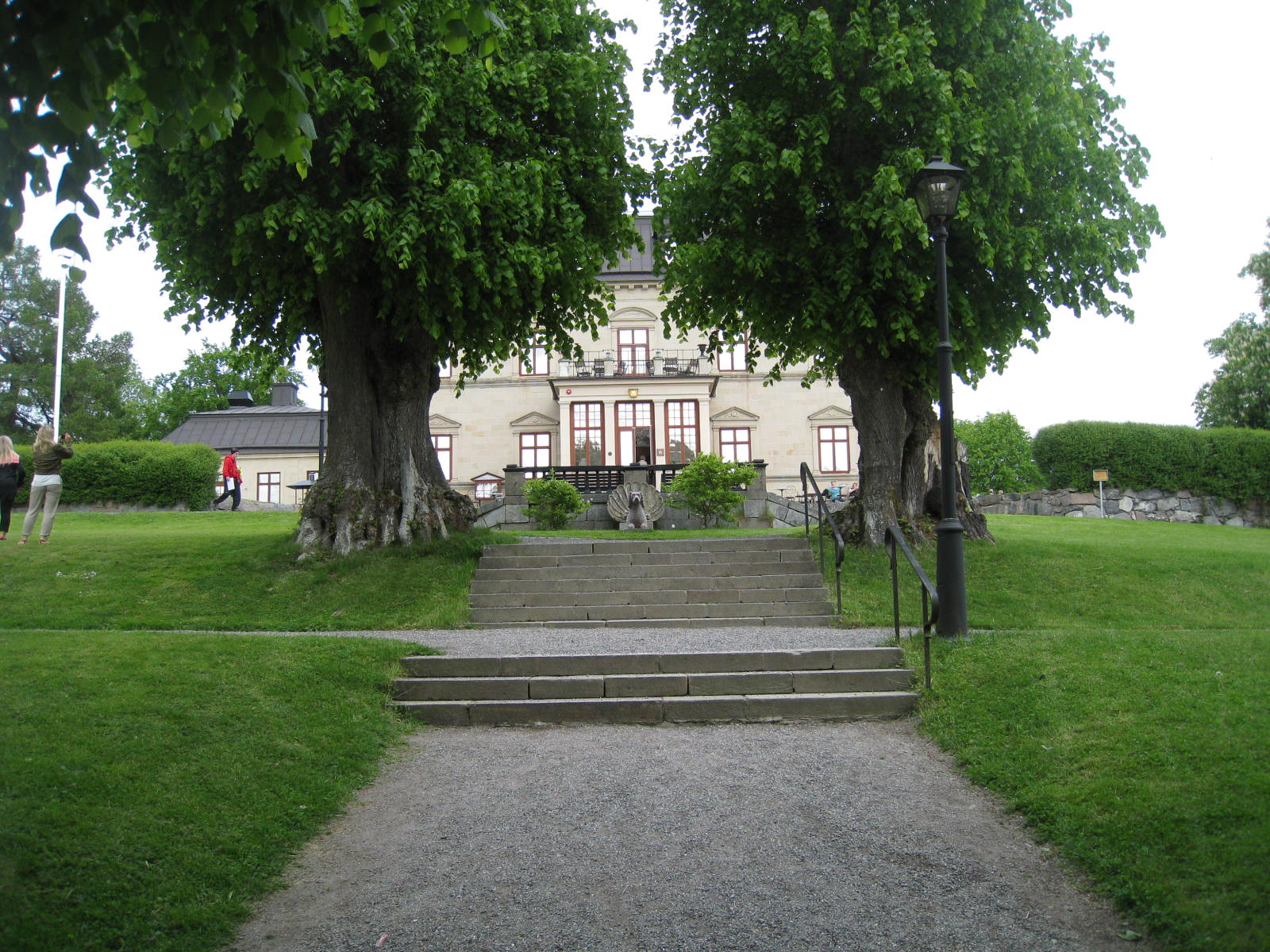
Lindträden vid trappan upp till Görvälns slott.
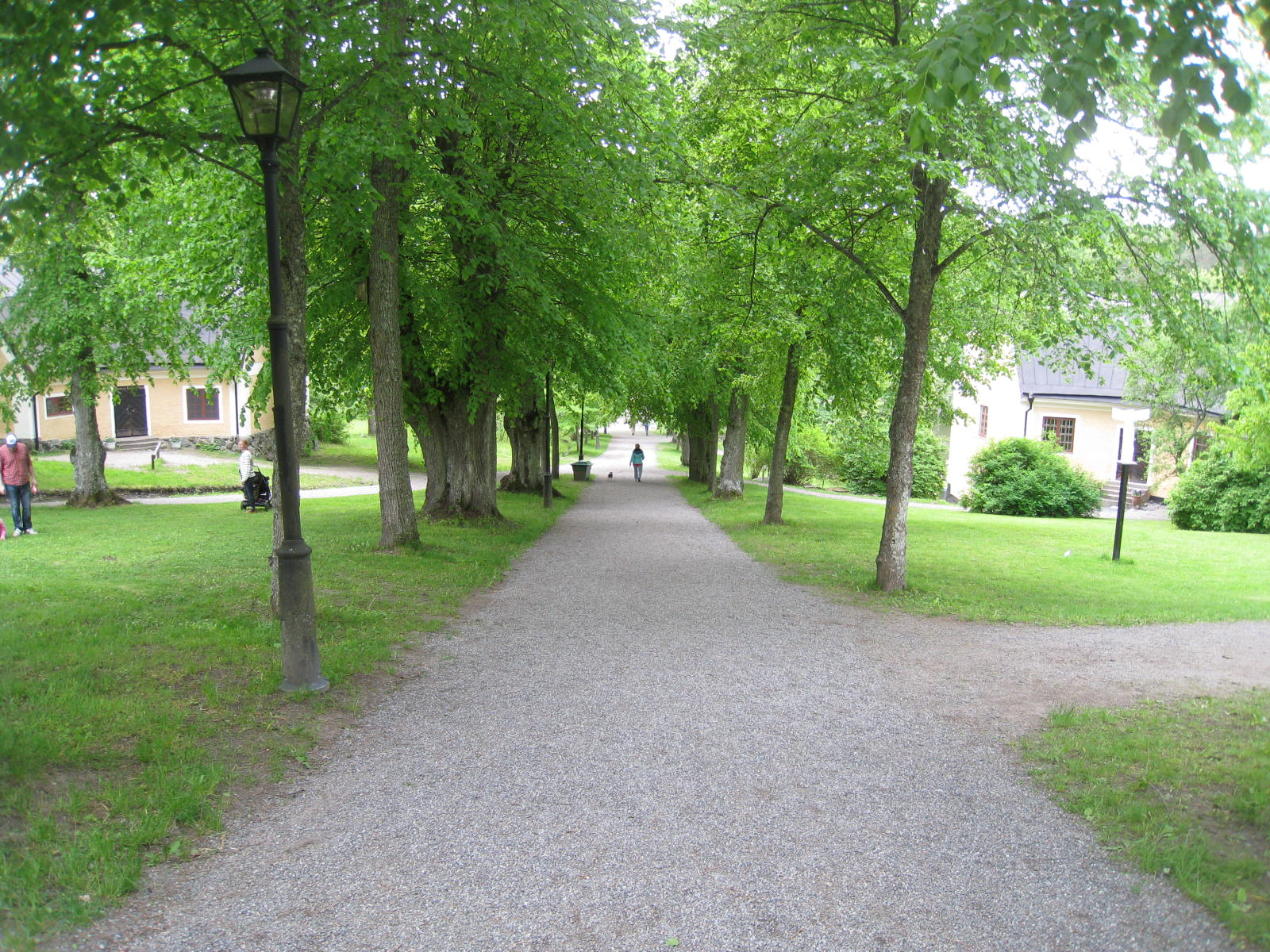
Lindallén som leder ner mot sjön anlades på 1700-talet av Pehr Carlsköld.
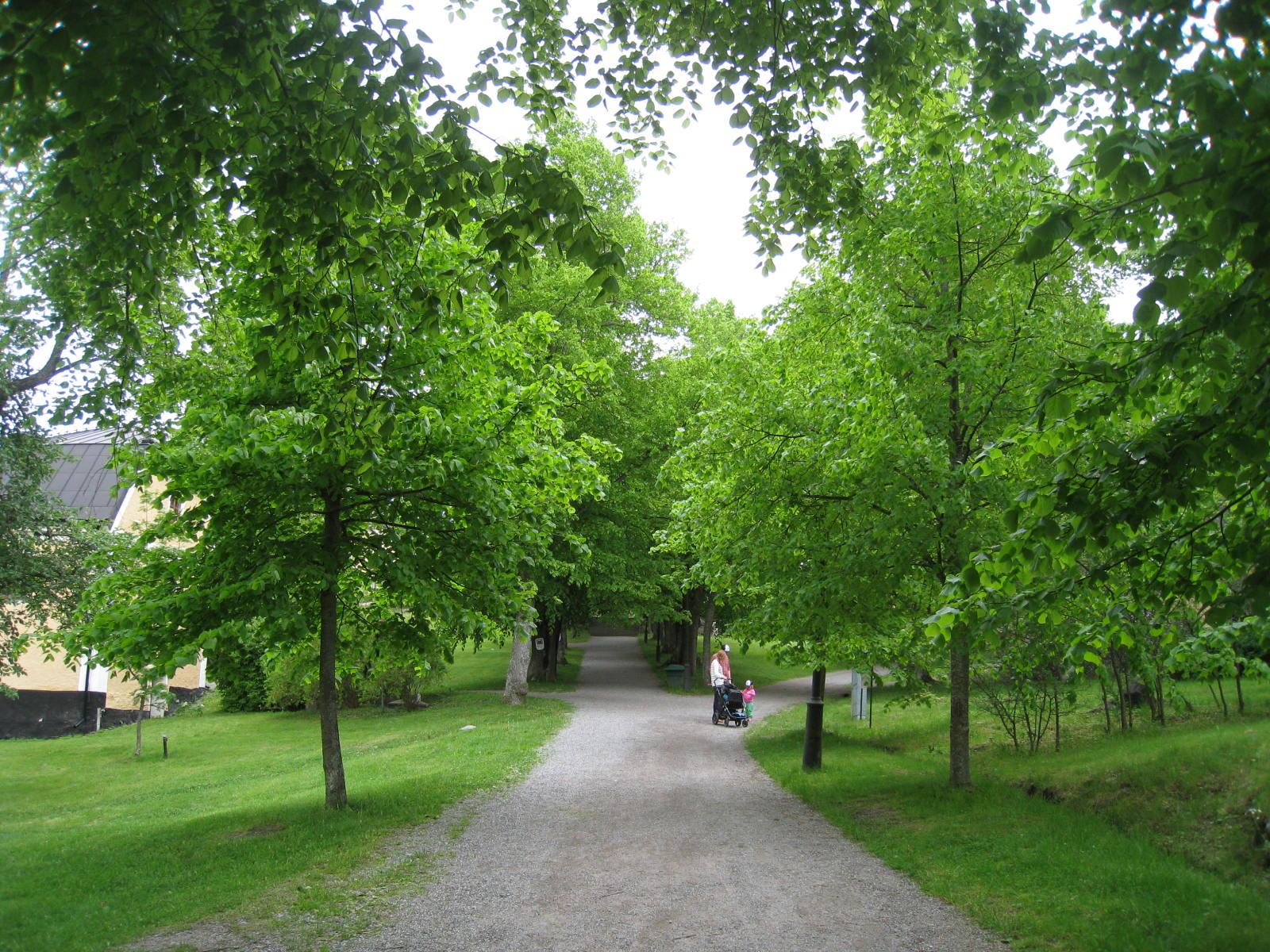
Lindallén som Pehr Carlsköld anlade på 1700-talet leder upp mot den högt belägna huvudbyggnaden från öster. Allén har nyligen restaurerats.

### Rhododendrondalen
Parken har kompletterats med en rhododendrondal på senare år.

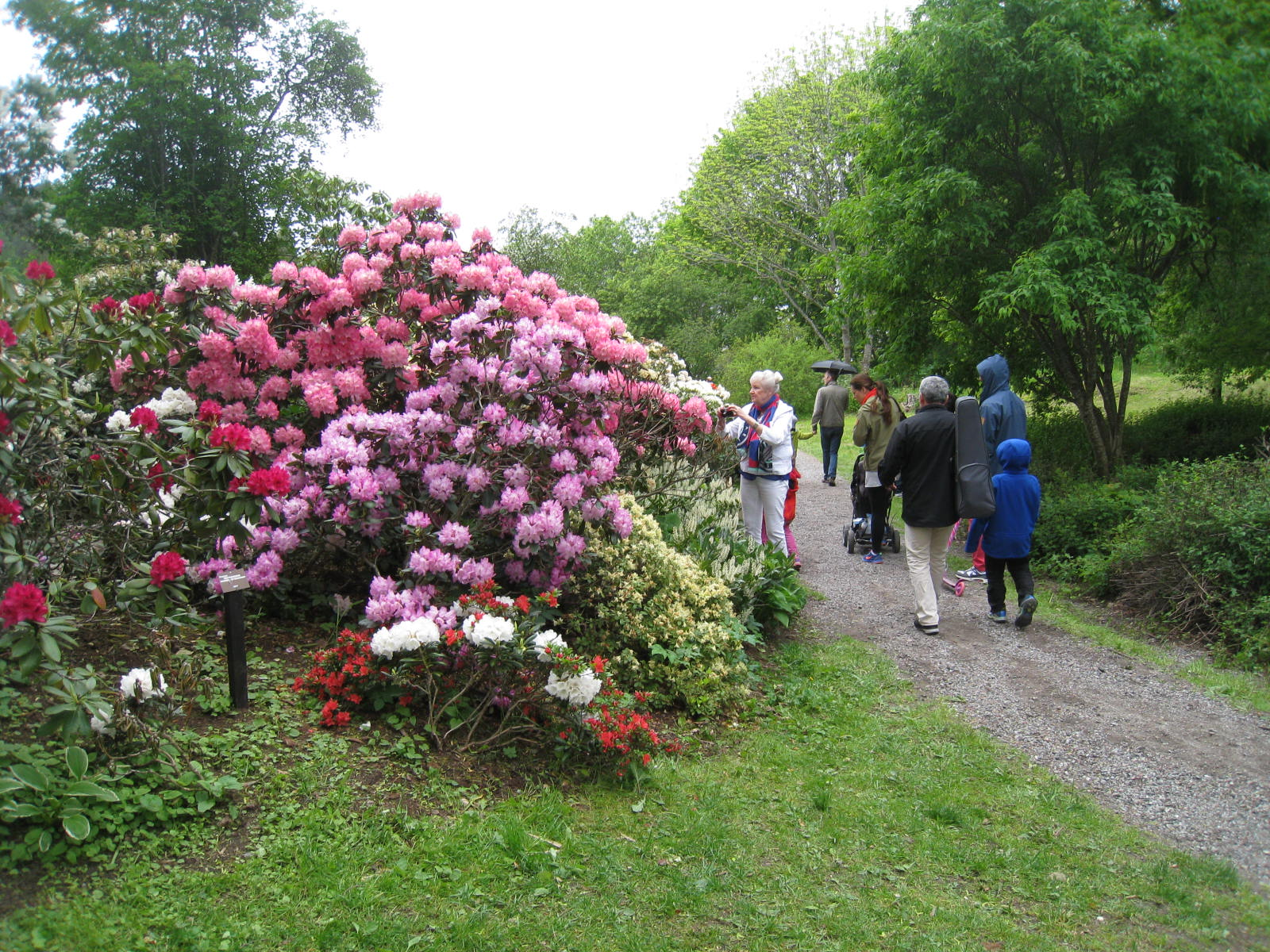
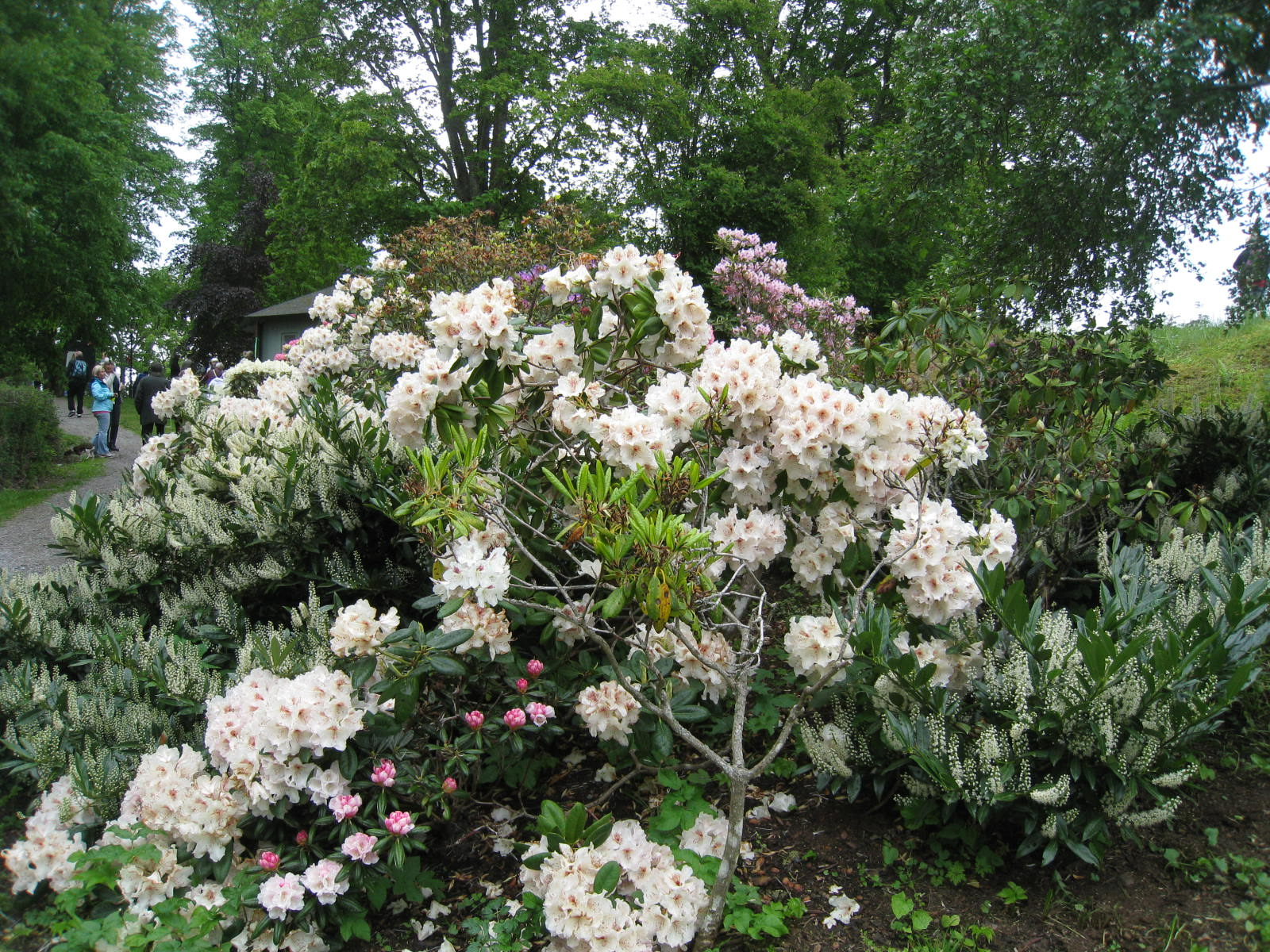
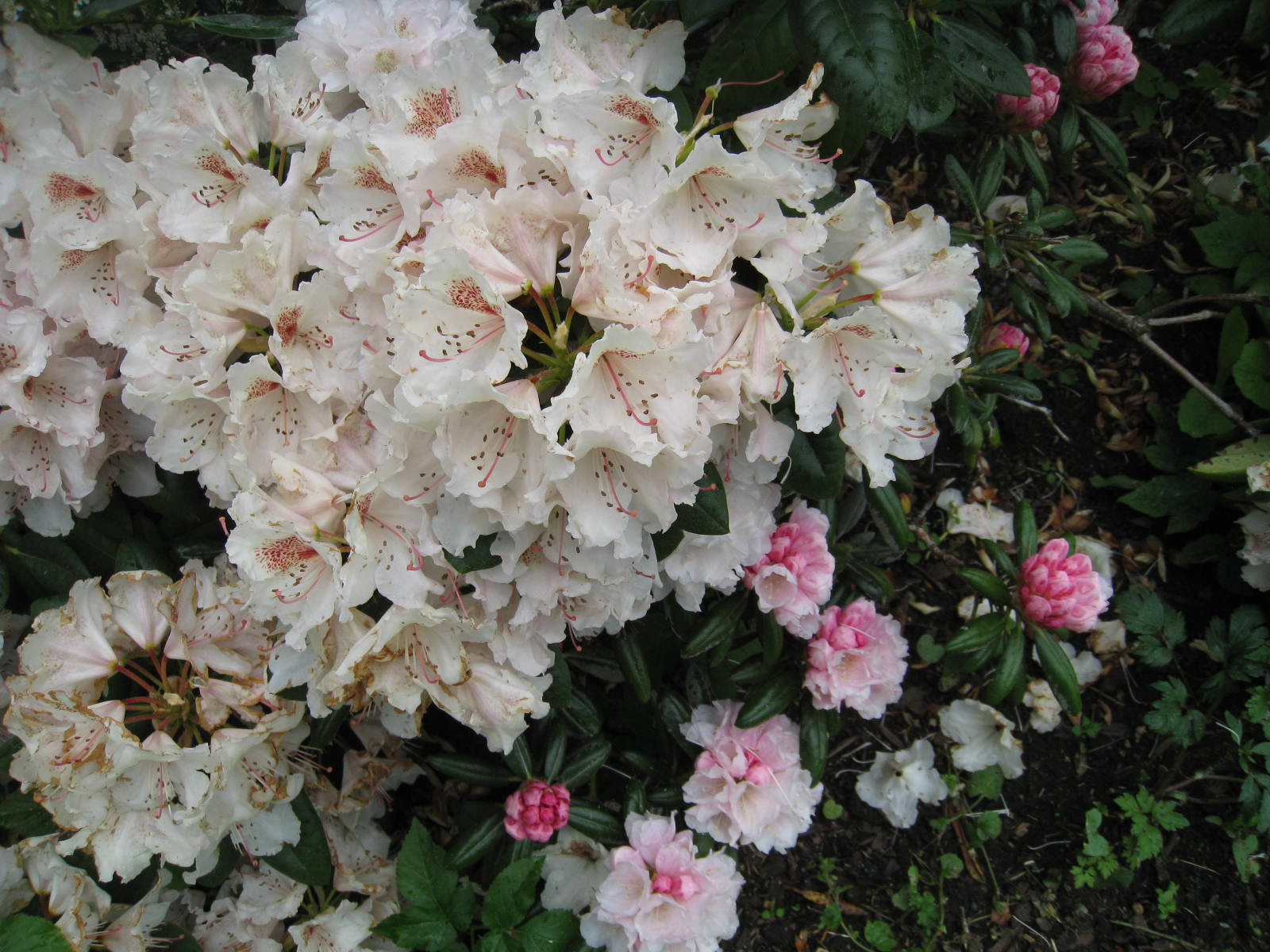
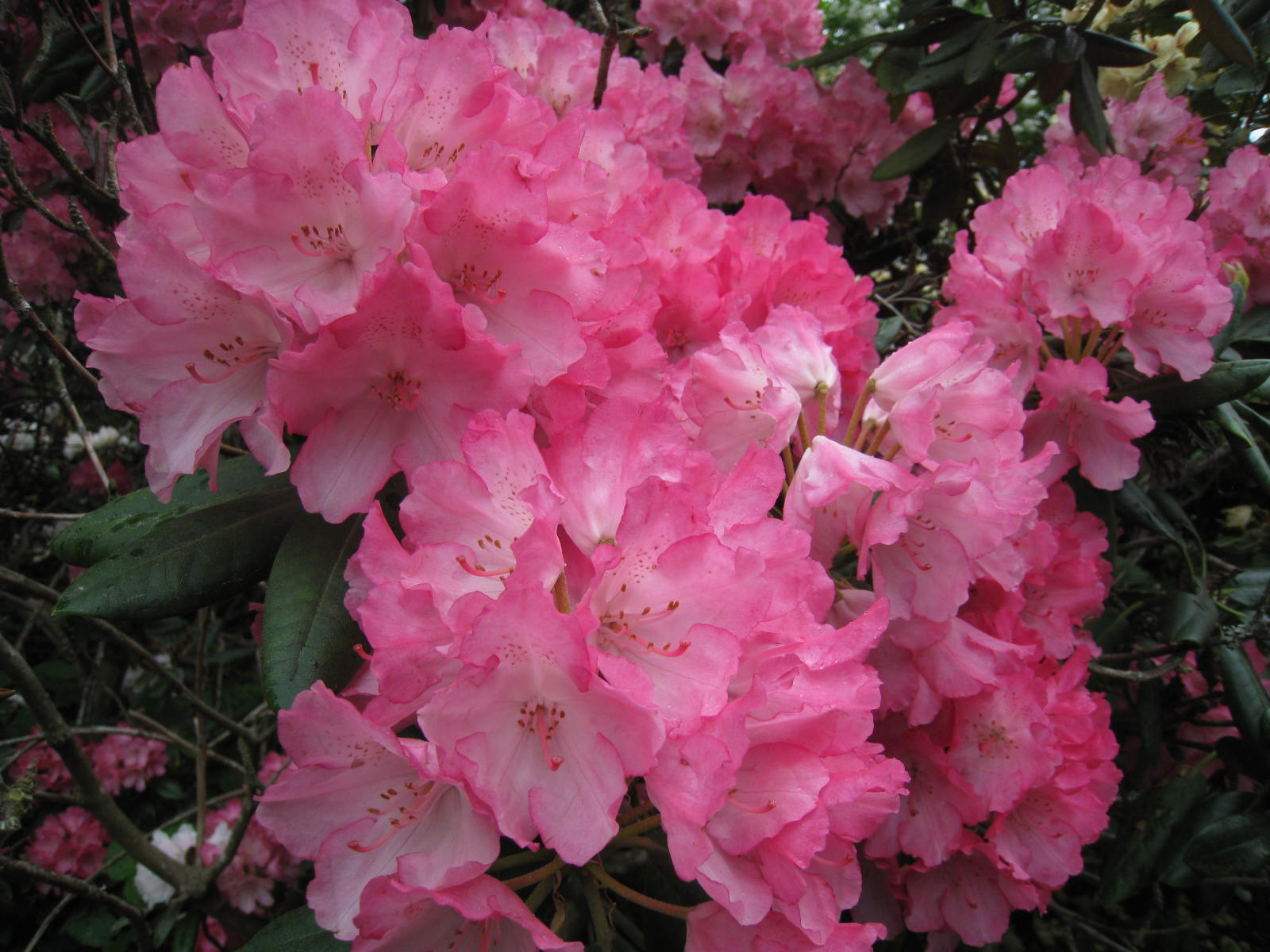
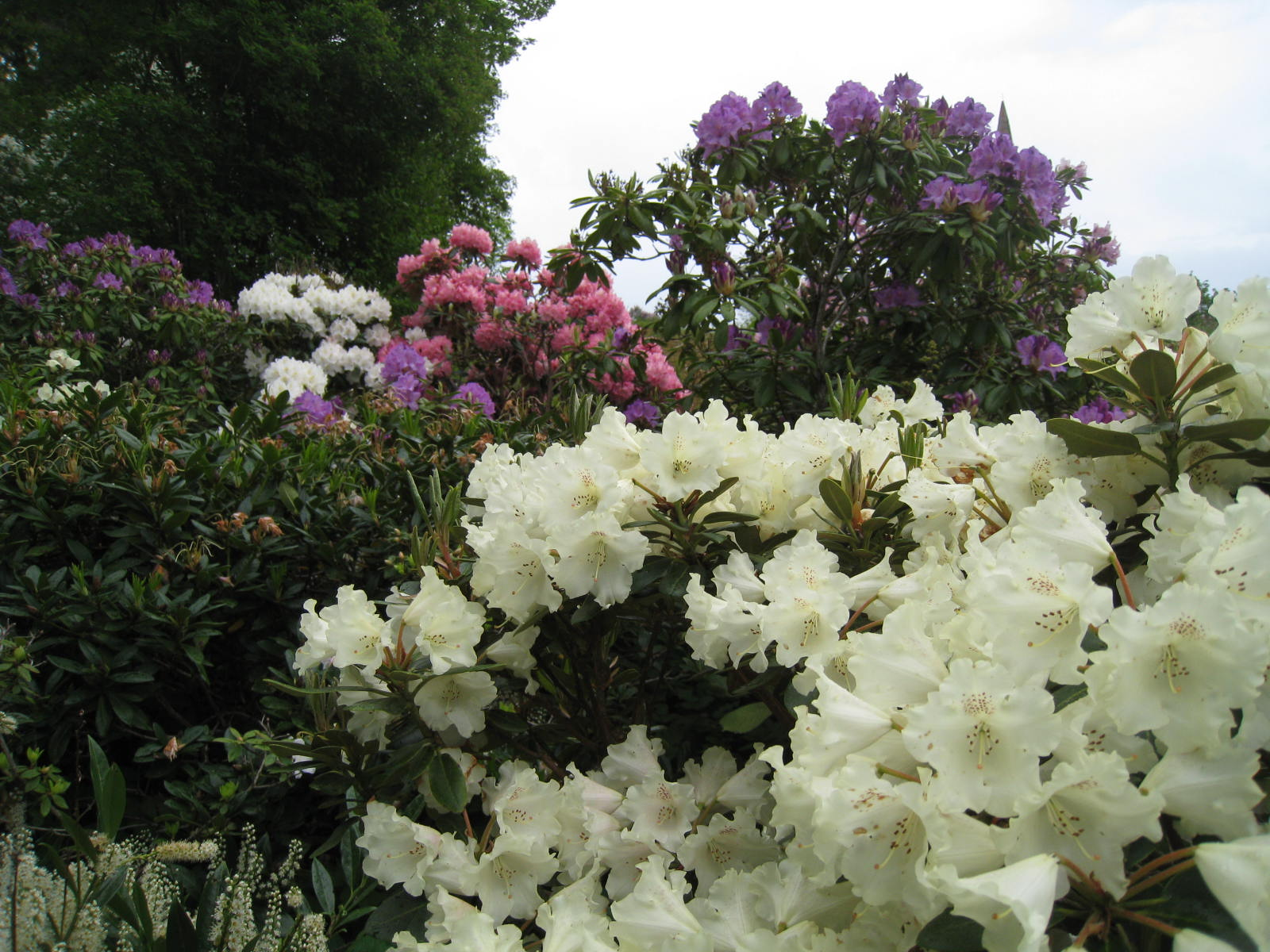
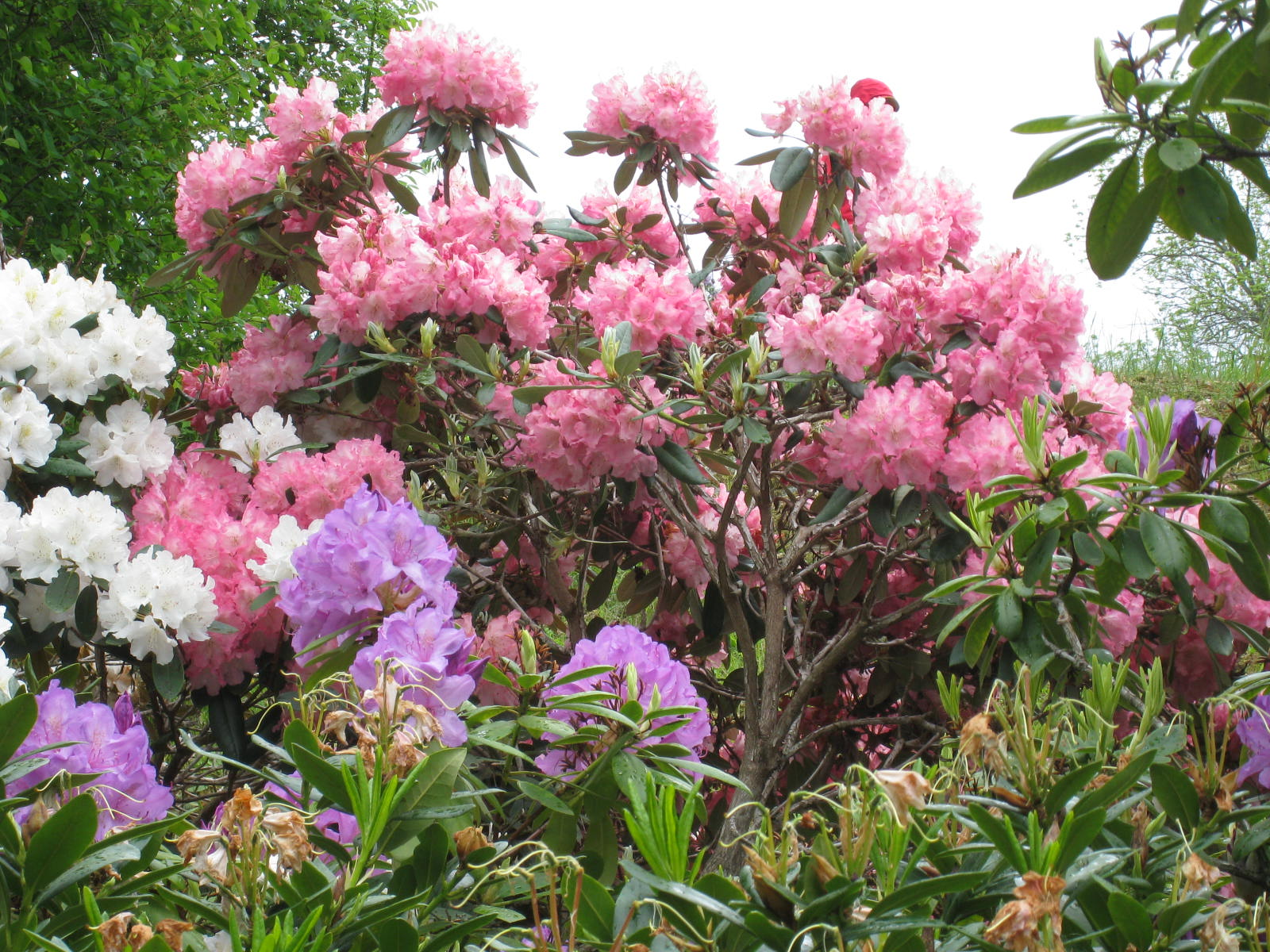
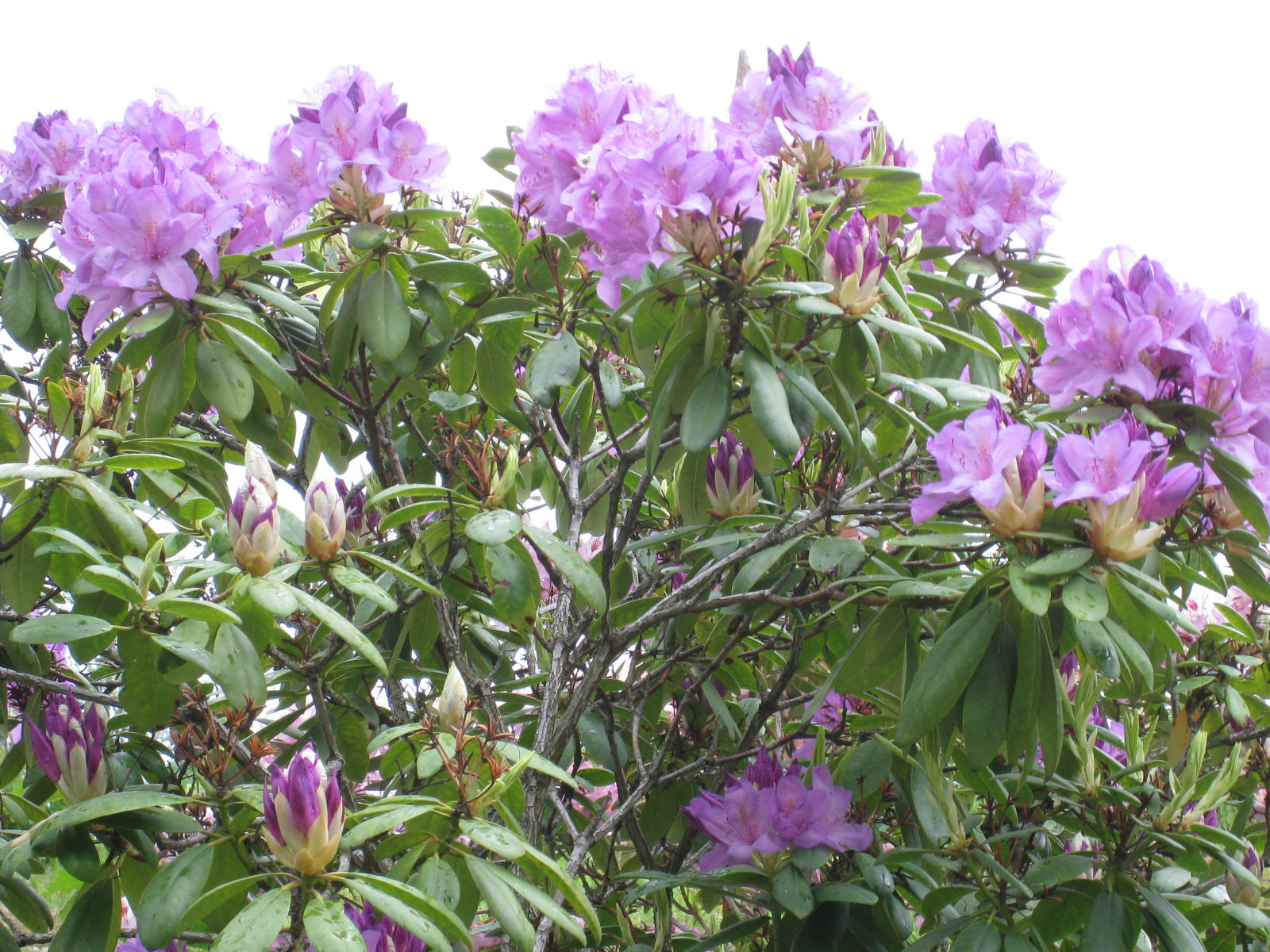
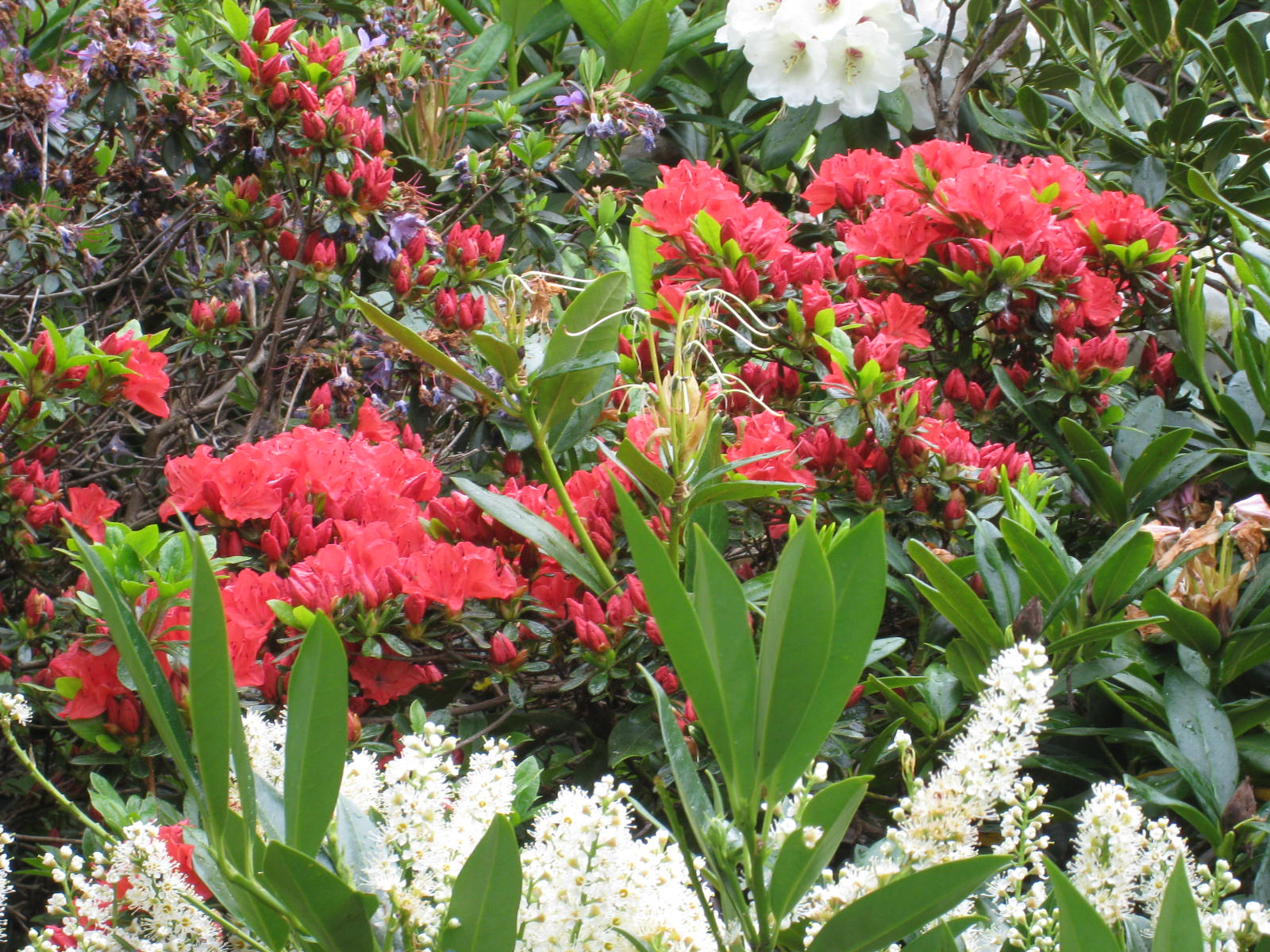
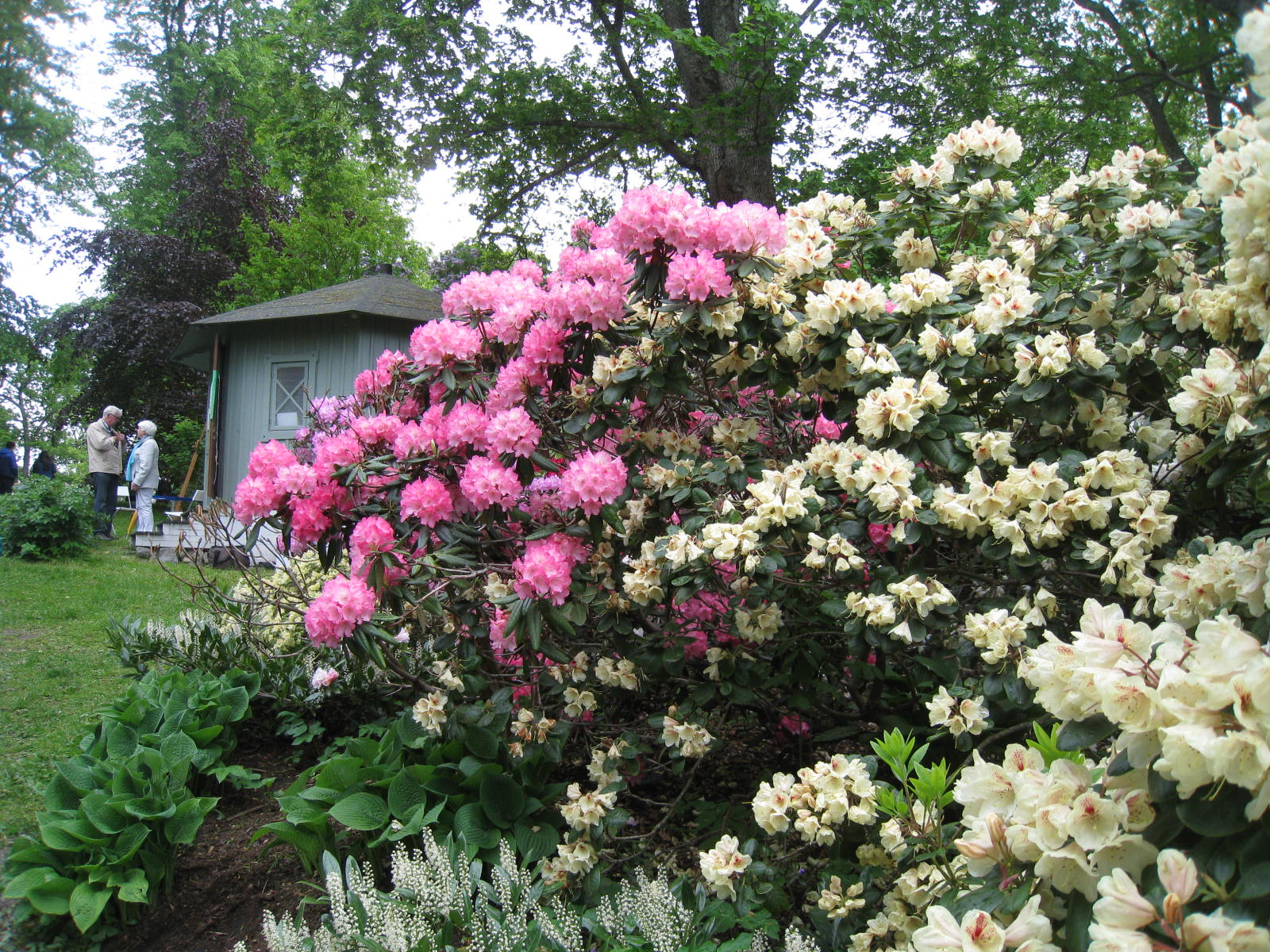
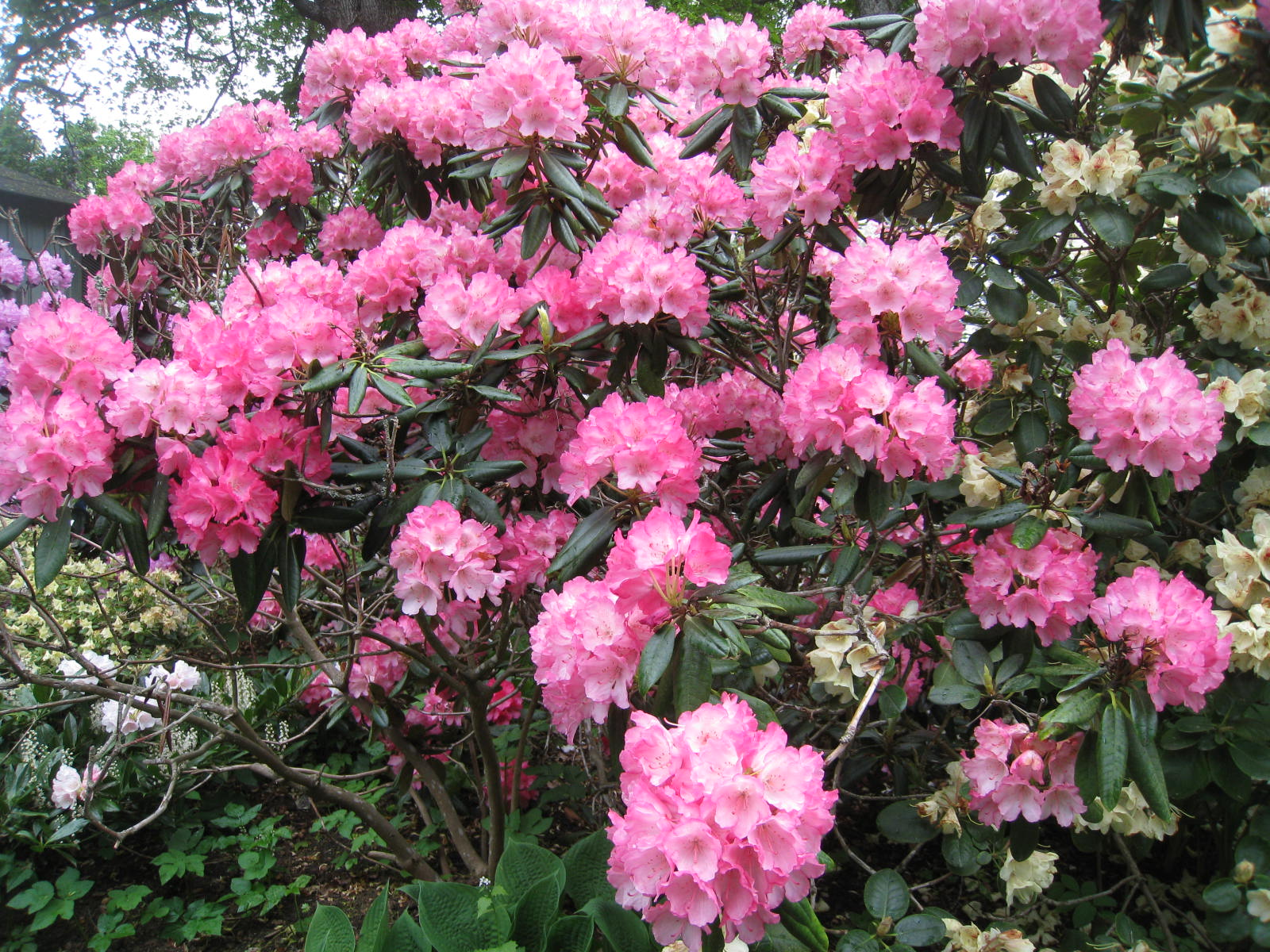
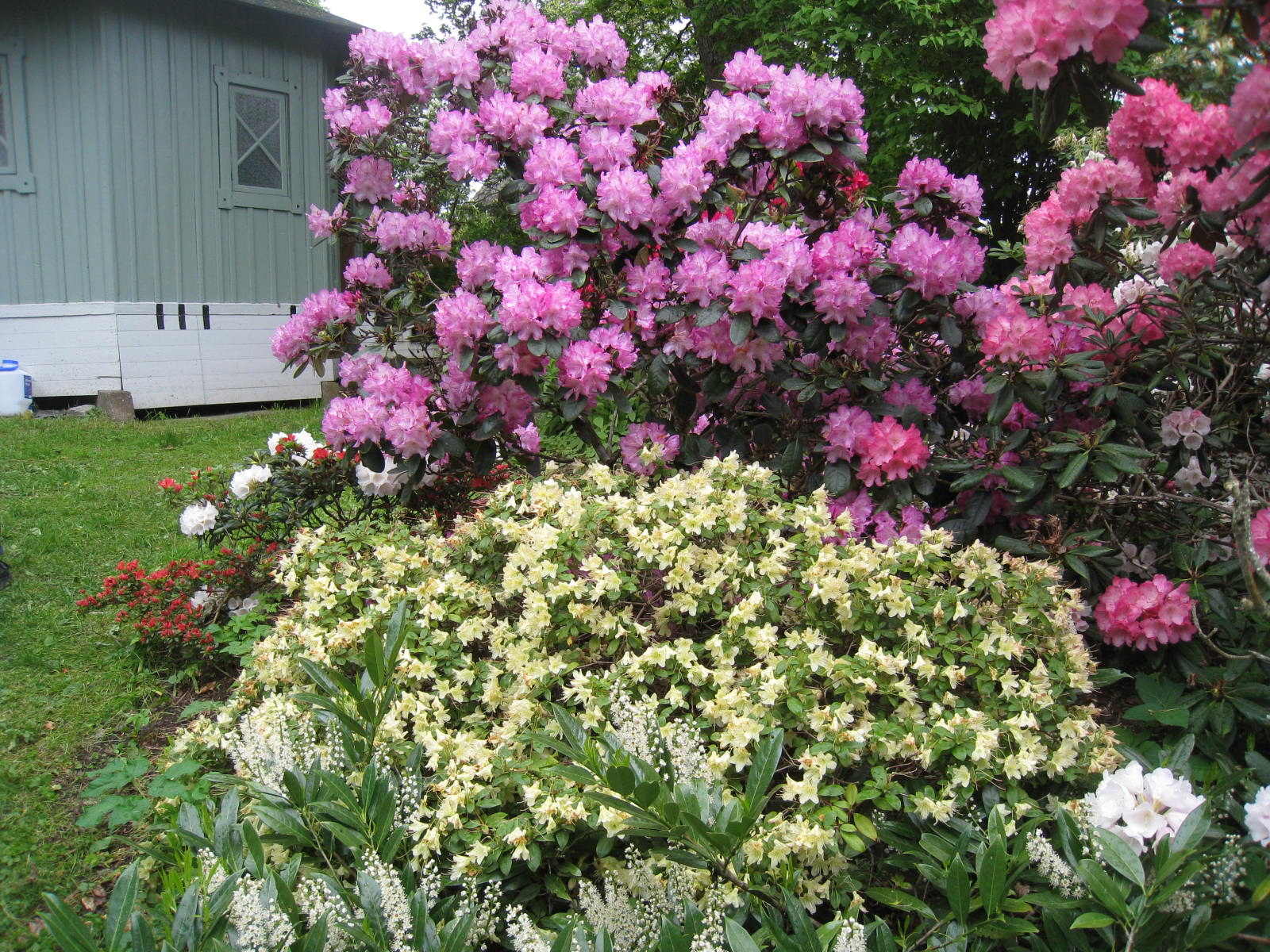

### Görvälns gårdsmuseum och raststuga

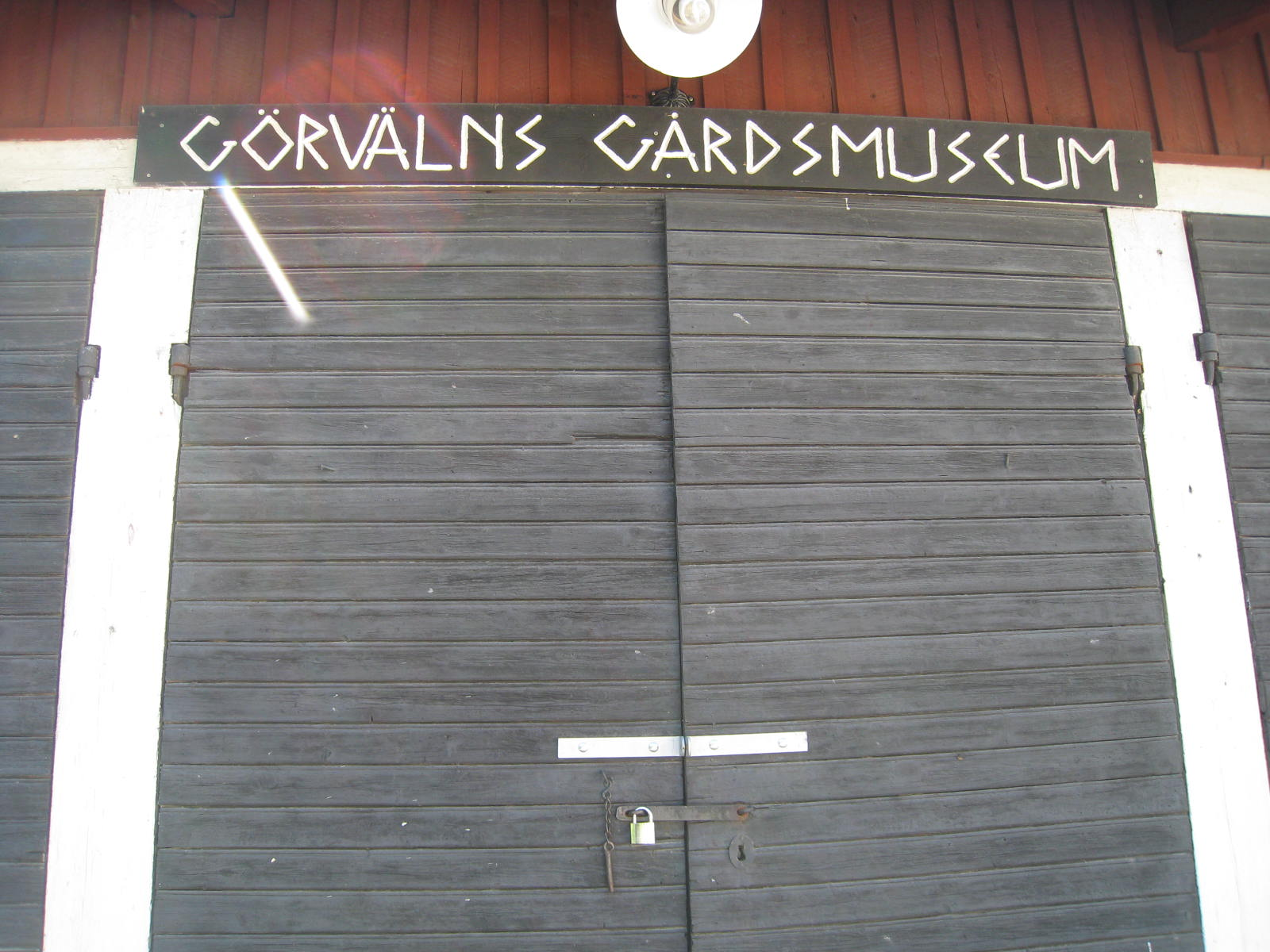
Görvälns gårdsmuseum i finvagnslidret. Det brukar visas på Görvälndagen den 6 juni varje år.
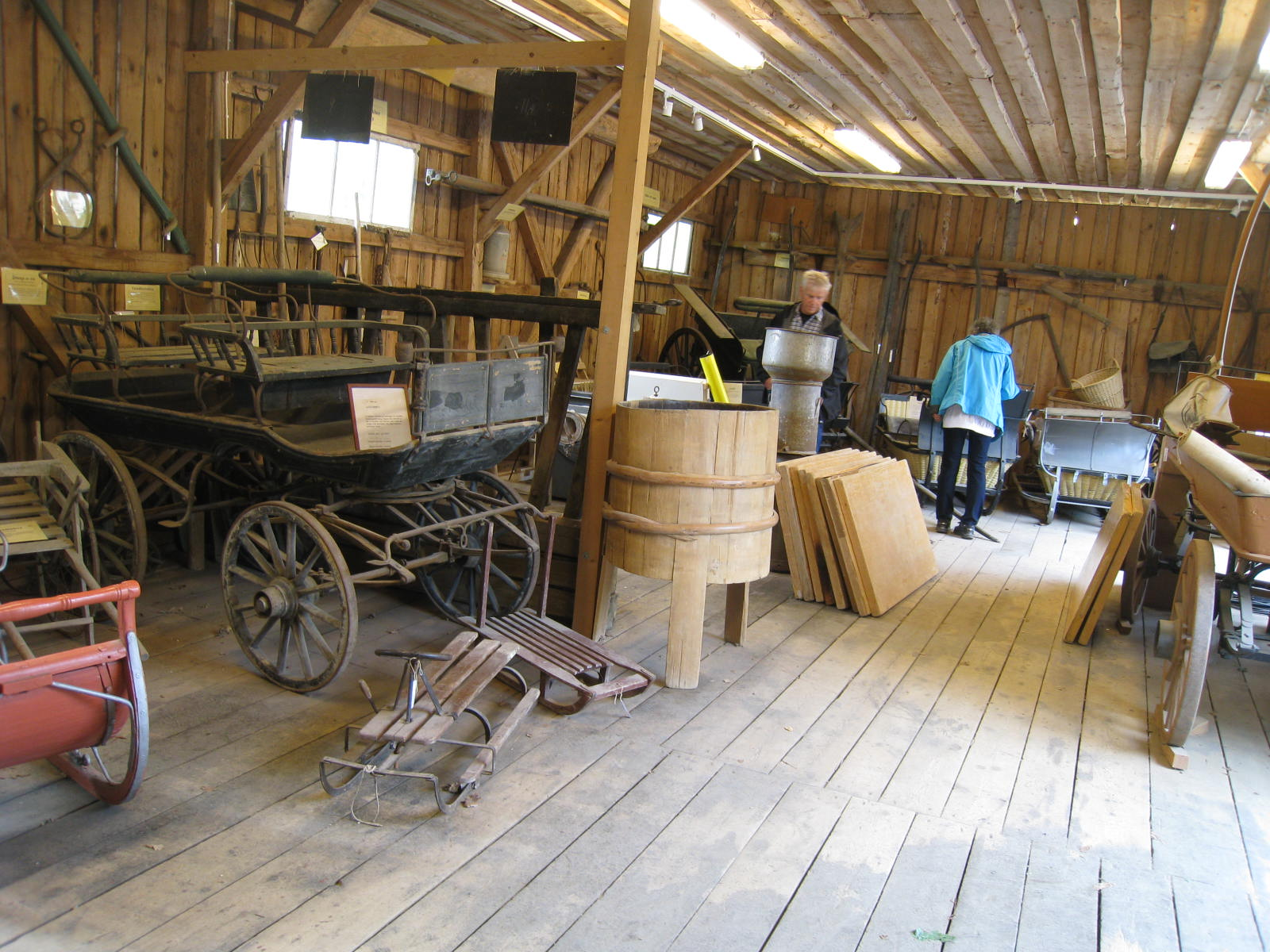
Sedan 1998 ligger Görvälns gårdsmuseum i finvagnslidret.
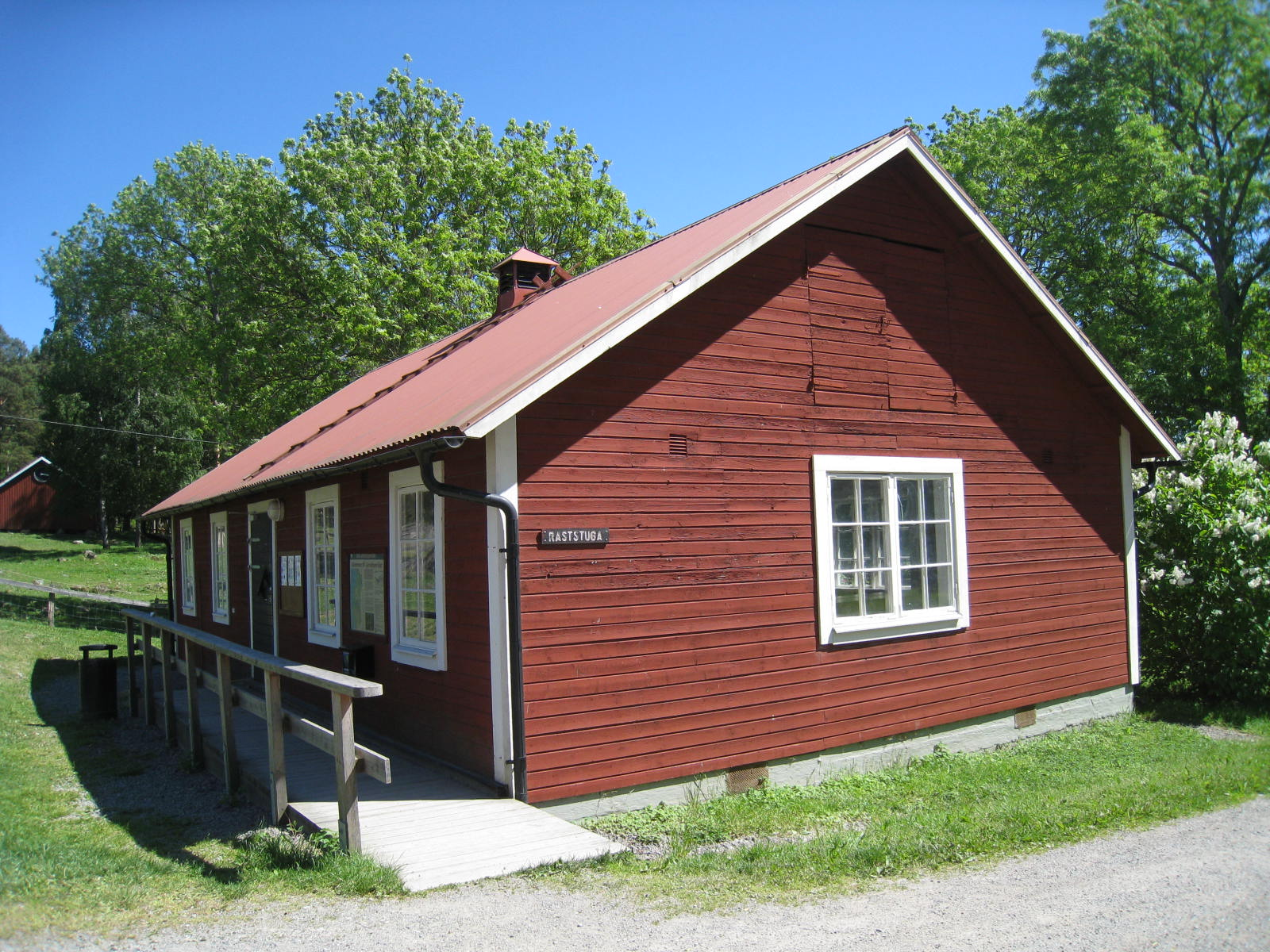
Raststugan.
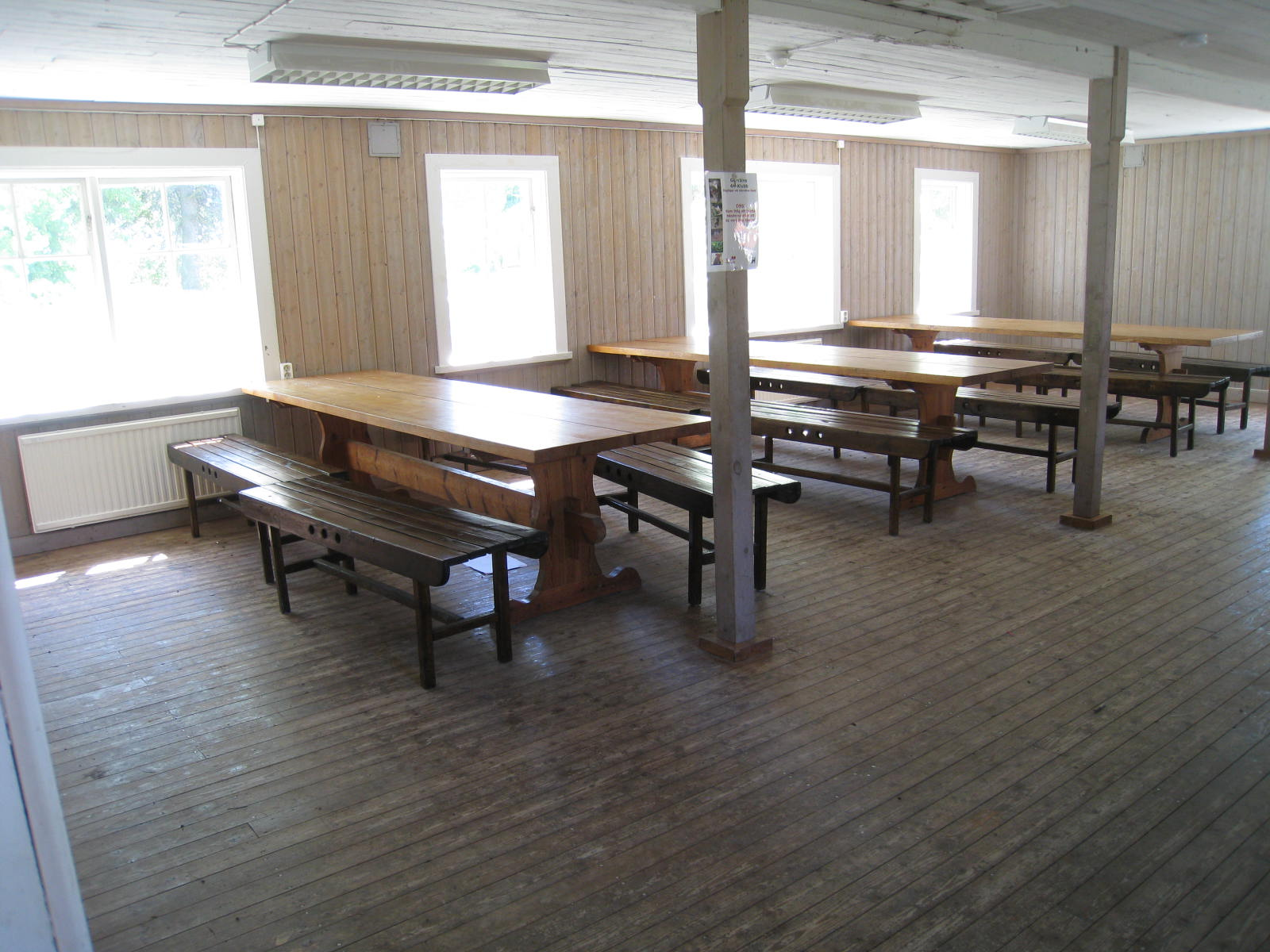
Raststugan, interiör.

### Ån, viken, badet, bryggan
I Görvälnsviken mynnar det ut en liten å. Vid 1700-talets början låg det på vänster sida om den nuvarande vägen en kålgård. Före potatisens tid var kålrot var en viktig del av födan. Det fanns en fruktträdgård bakom kålgården. Där det nu ligger en parkeringsplats låg den gamla fruktträdgården och kålgården. Vid stranden vid Görvälnsviken finns små badplatser. Lite längre västerut ligger också Görvälnsbadet.

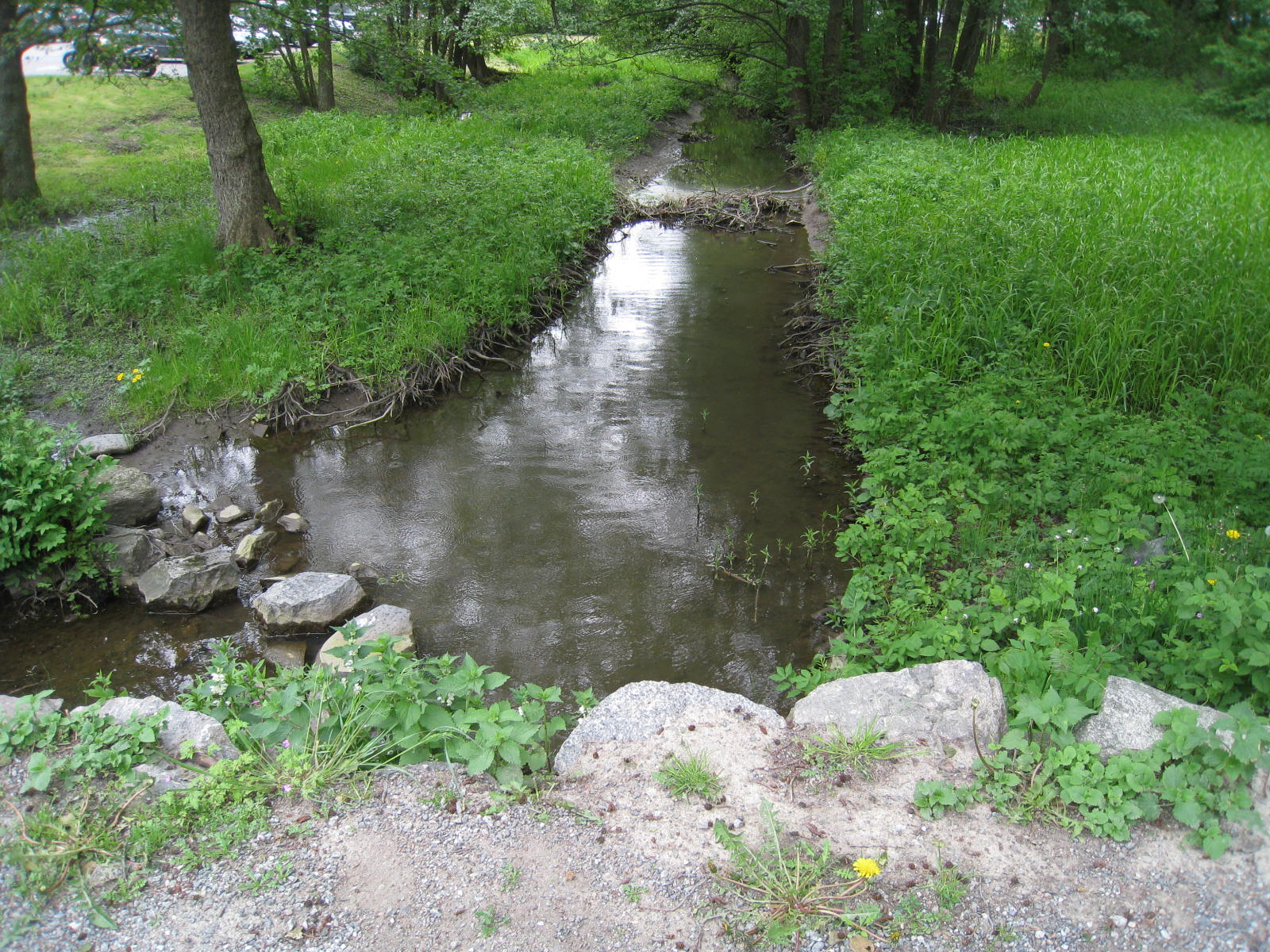
En liten å mynnar ut i Görvälnsviken. På 1700-talet låg här Görvälns slotts kålgård och fruktträdgård.
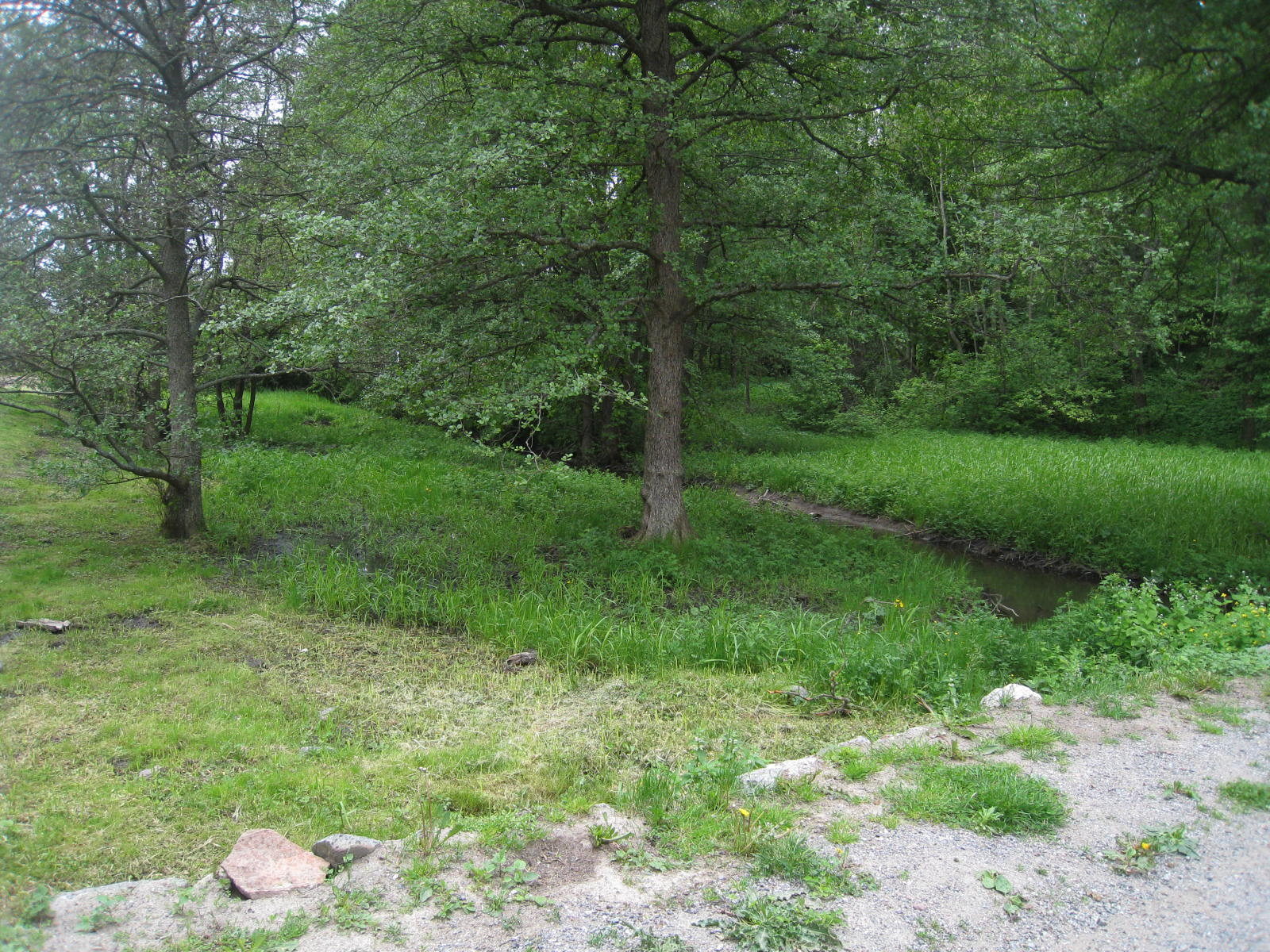
Här vid ån låg på 1700-talet en kålgården och bakom den fanns en stor fruktträdgård med äppelträd och päronträd.
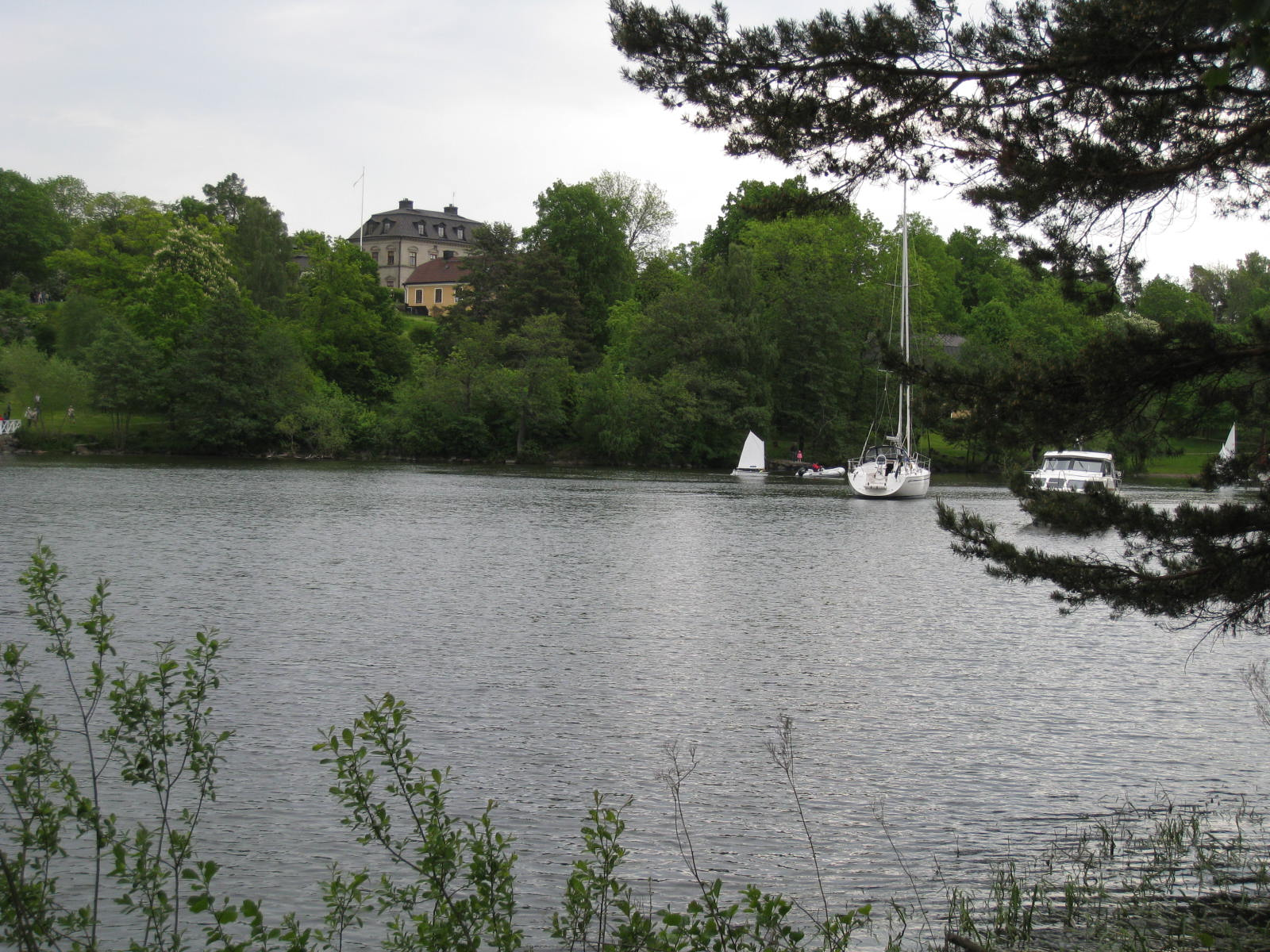
Görvälnsviken, slottet syns mellan växtligheten.
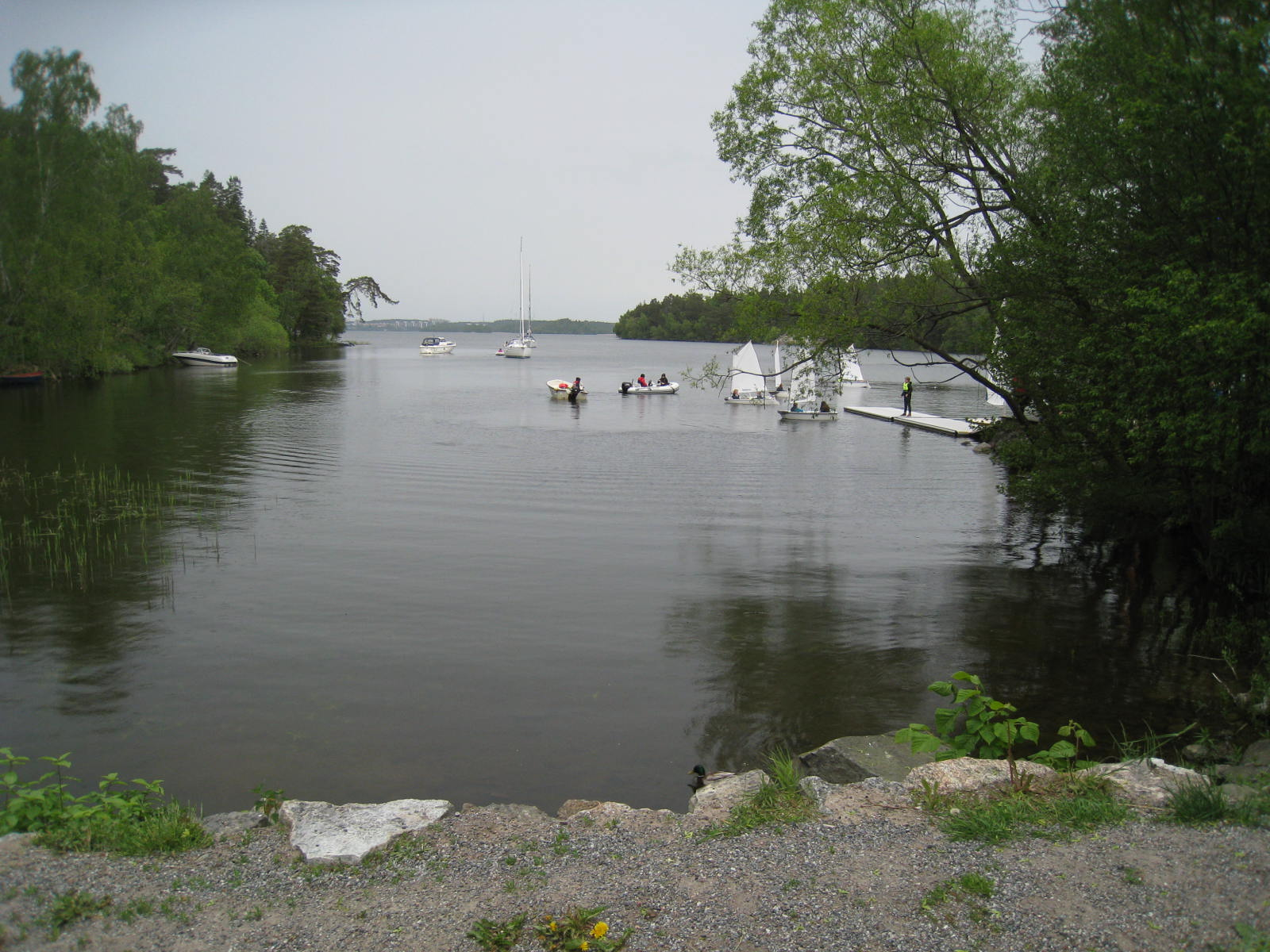
Görvälnsviken.
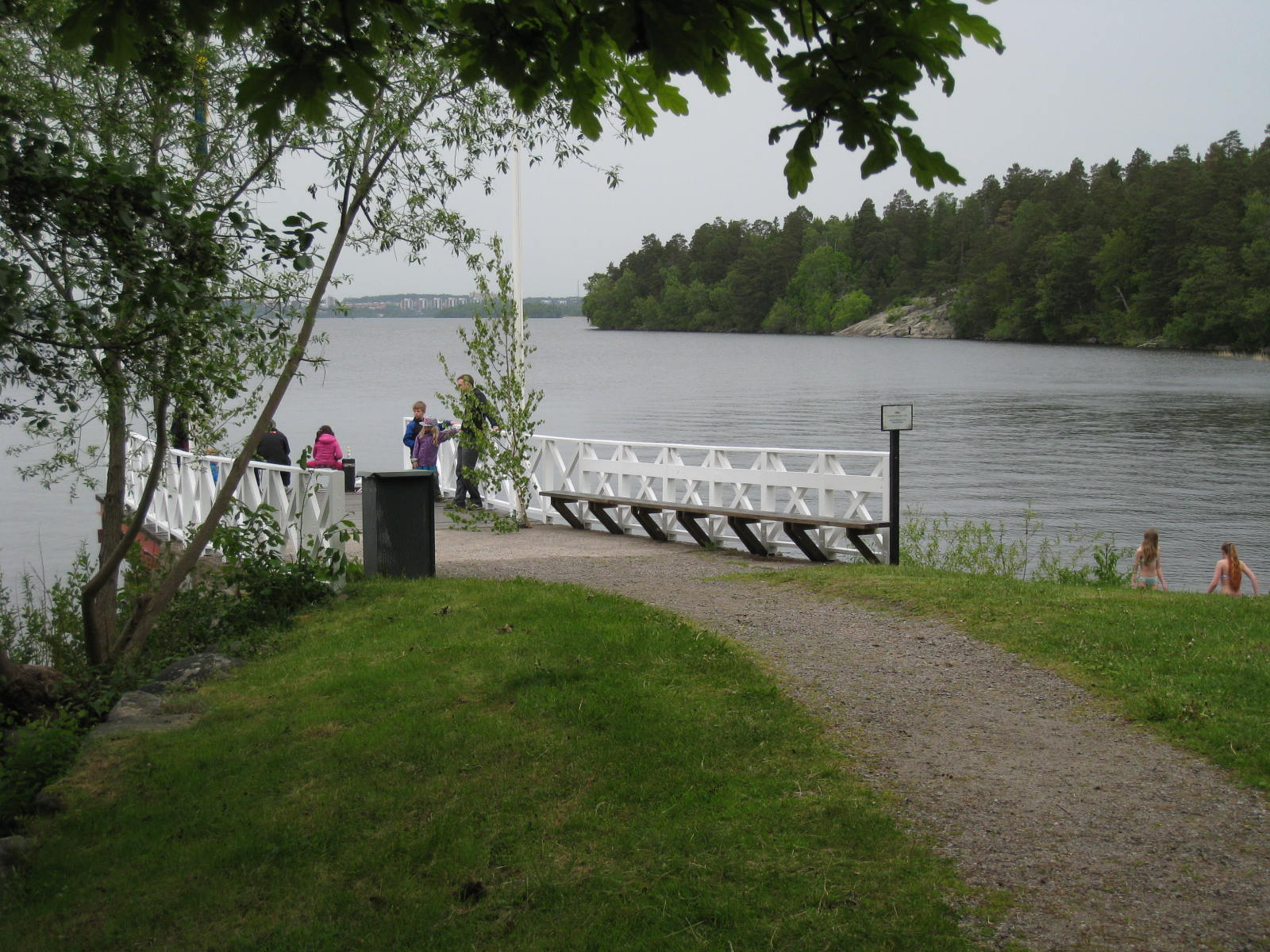
Bryggan.
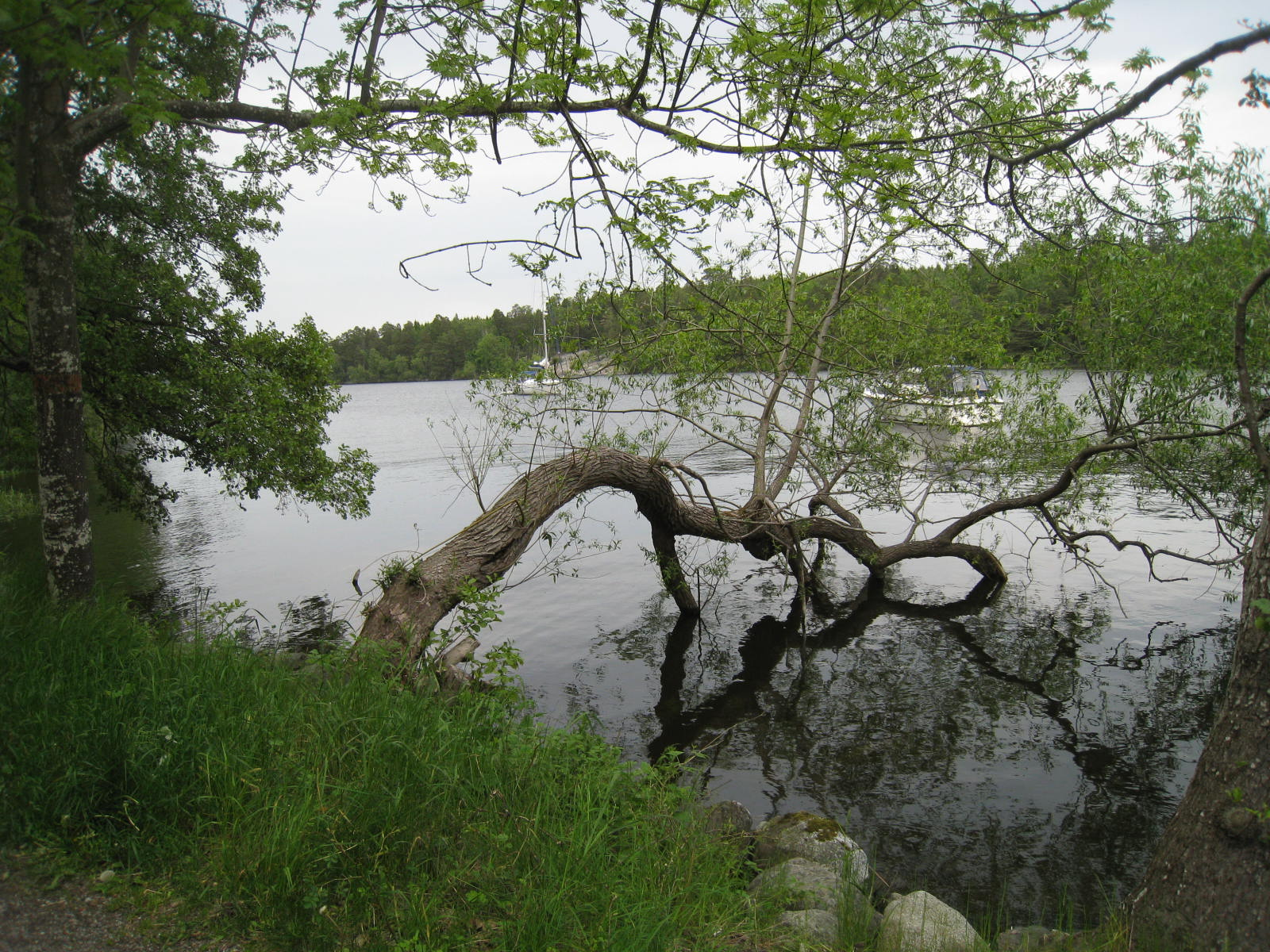
Pilträd vid viken.
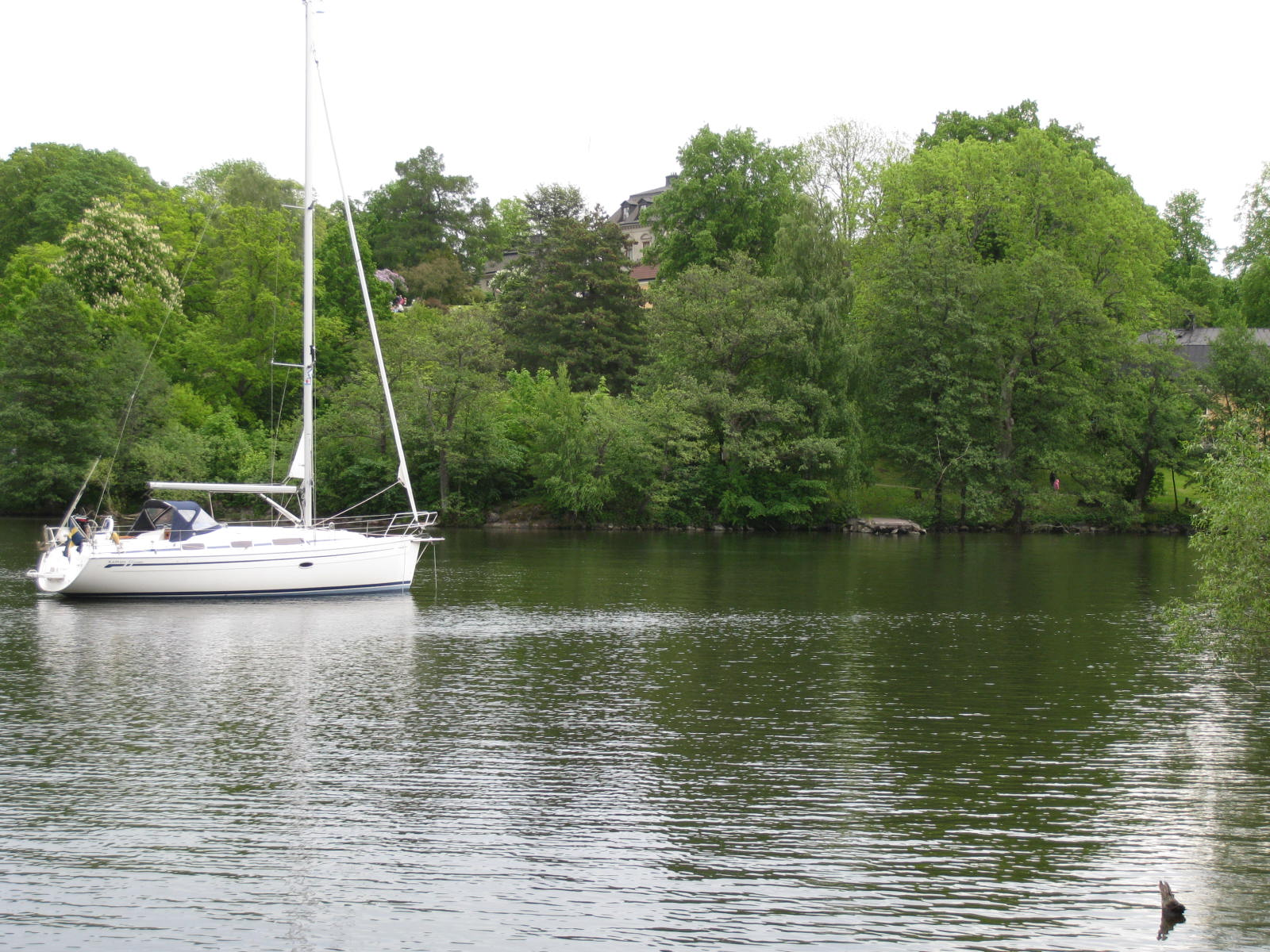
Vy över viken mot slottet.

### Friisas backe
Förr gick ett staket som hägnade in ridhästarnas hage tvärs över halvön. En bit norr om Villa Solbacka fanns en grind i staketet. Man ställde sig bara där och visslade om man ville att hästarna skulle komma. Halvön kallades Fiisas backe i folkmun. Generalskan Lotty Friis som gärna jagade på denna plats har gett namn till det inhägnade området. Lotty Friis och maken Torsten Friis ägde Görväln 1937-1967.

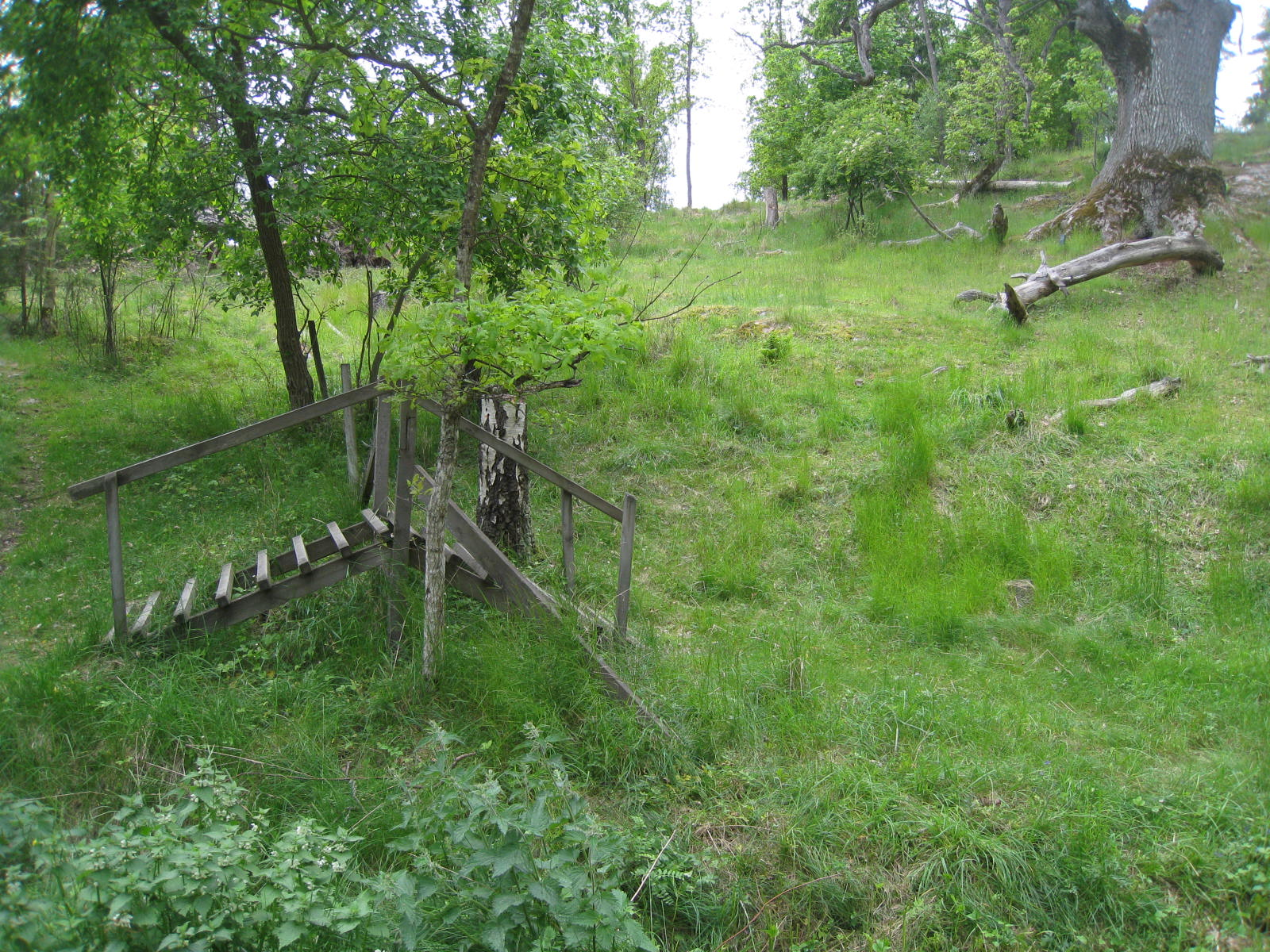
Vid Friisas backe finns en gammal ek. På 1800-talet betade korna här och Görväln var en lantlig idyll.
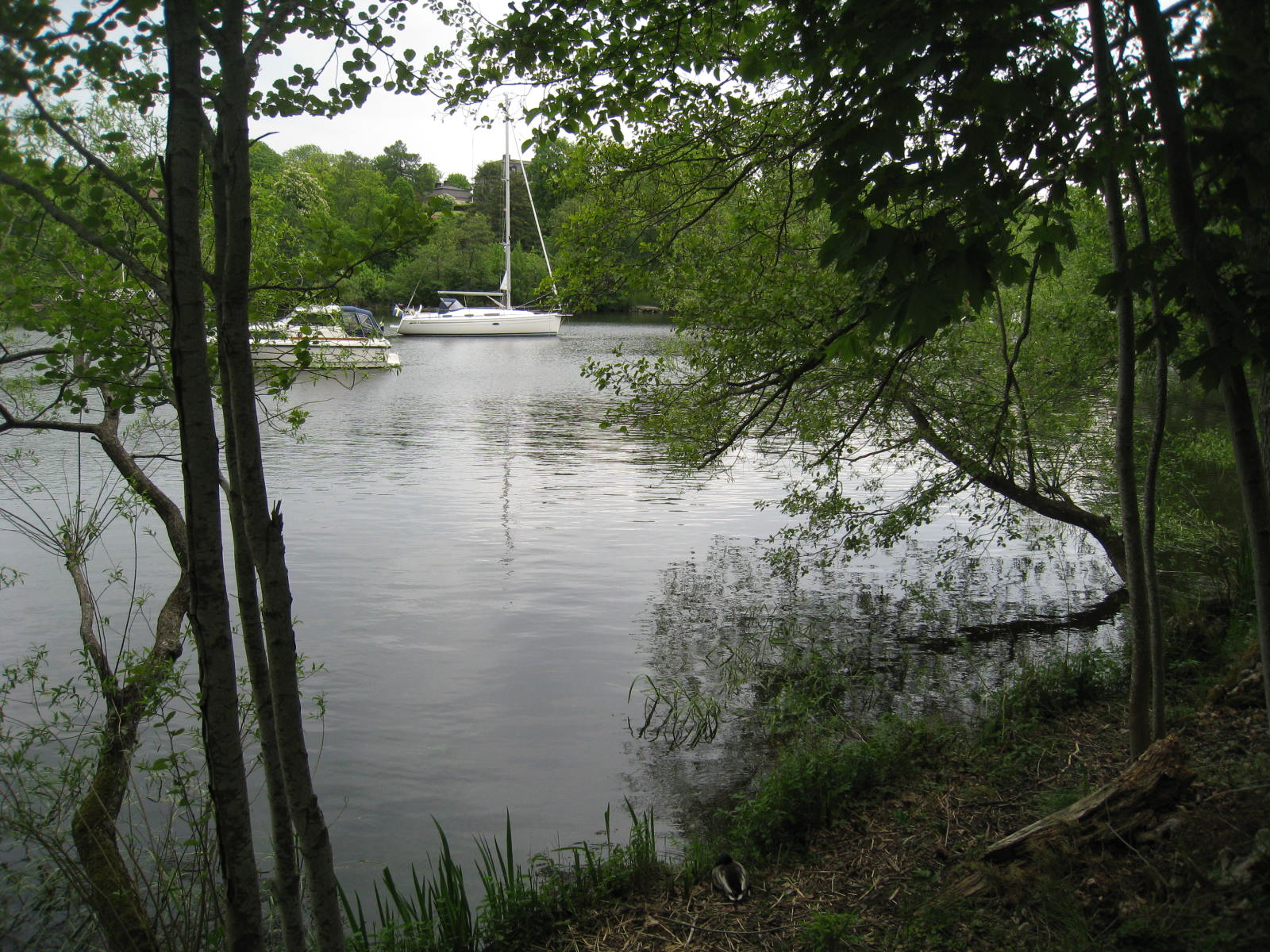
Görvälnsviken vid Friisas backe.
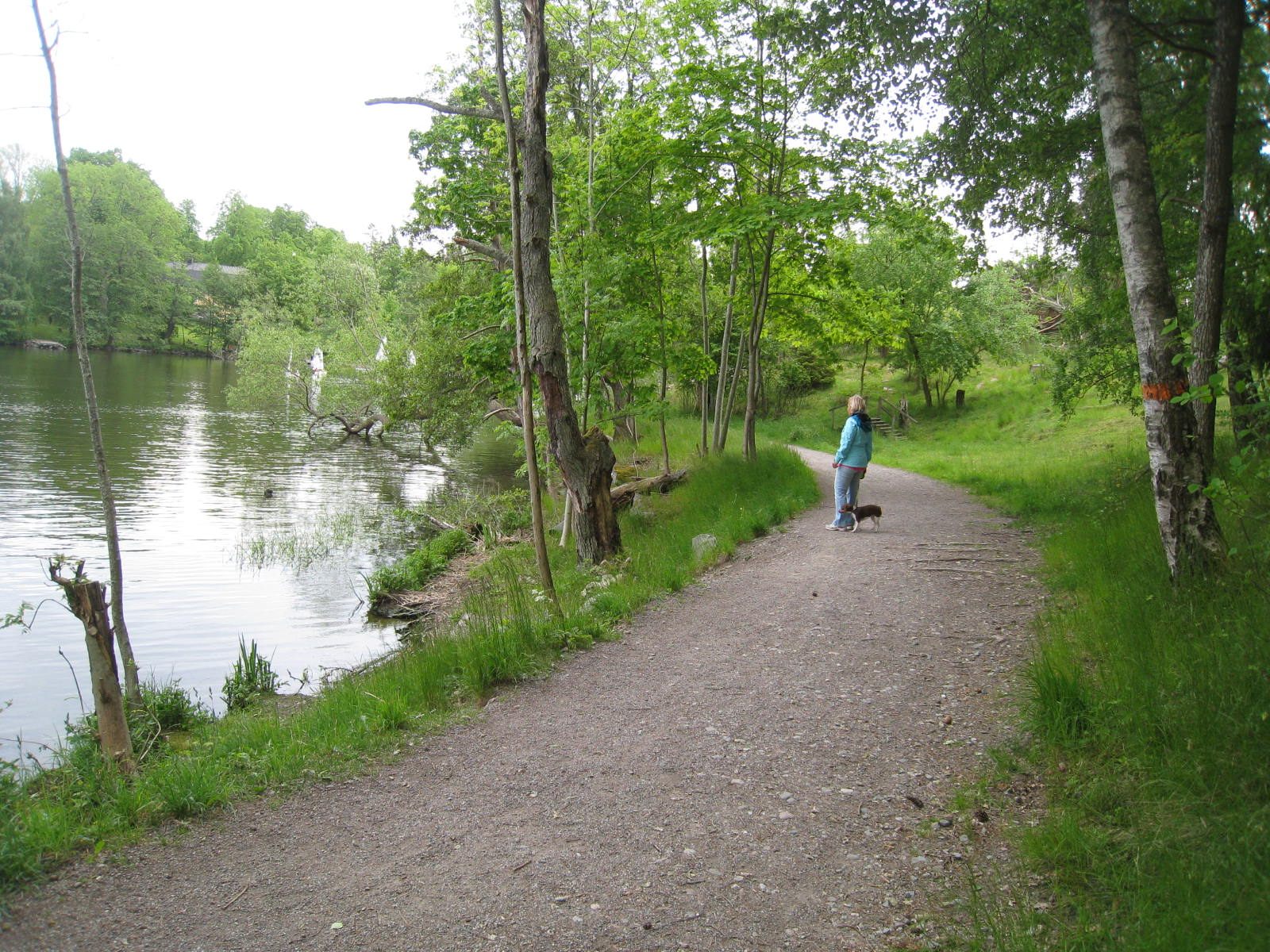
Ett staket hägnade in ridhästarnas hage. Friisas backe ligger till höger.
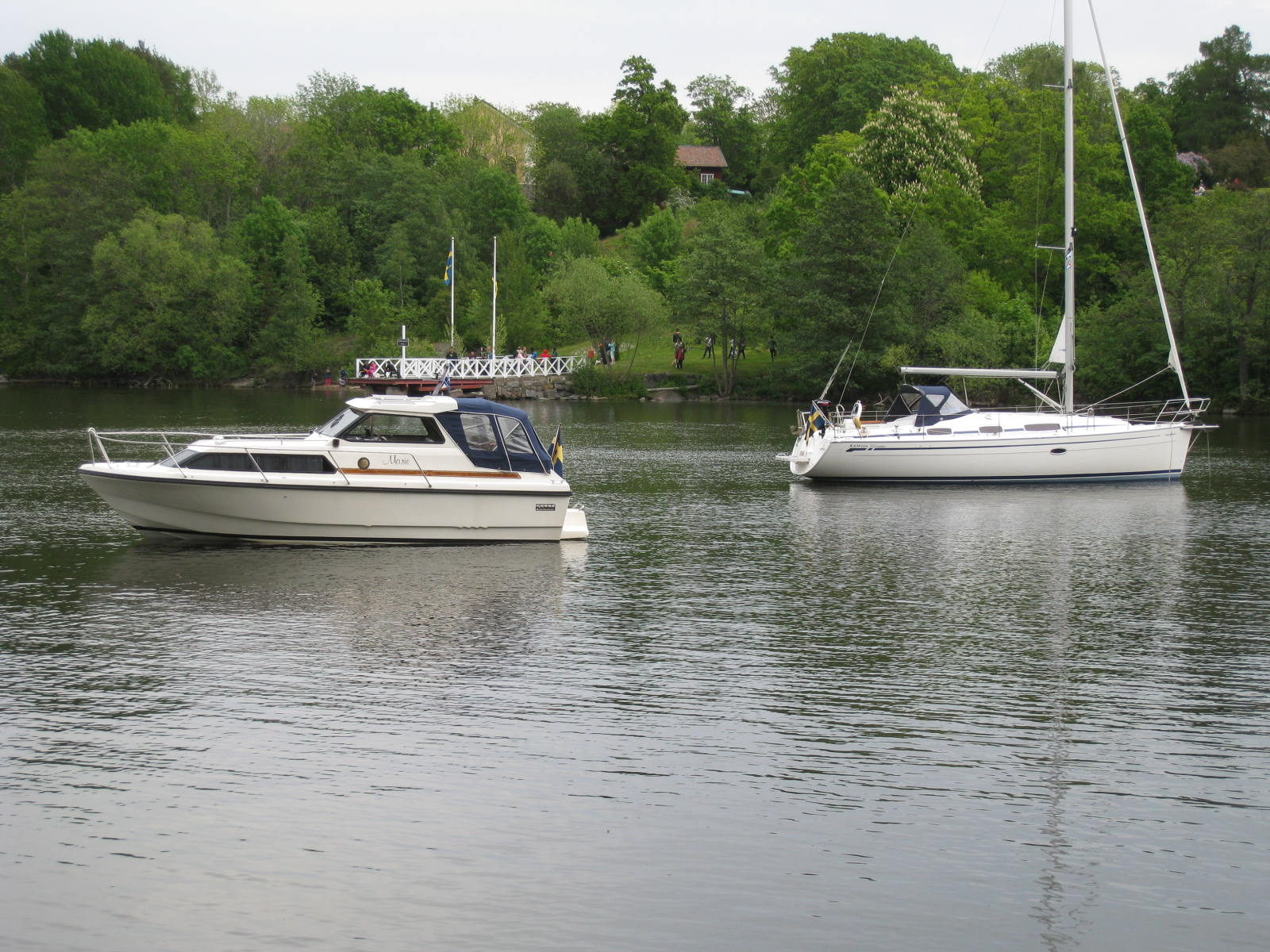
Vy mot bryggan och parken från Friisas backe.

## Omgivningen

### Skogsområdet blev griftegård, skolan i Oxhagen, norra och södra paviljongerna

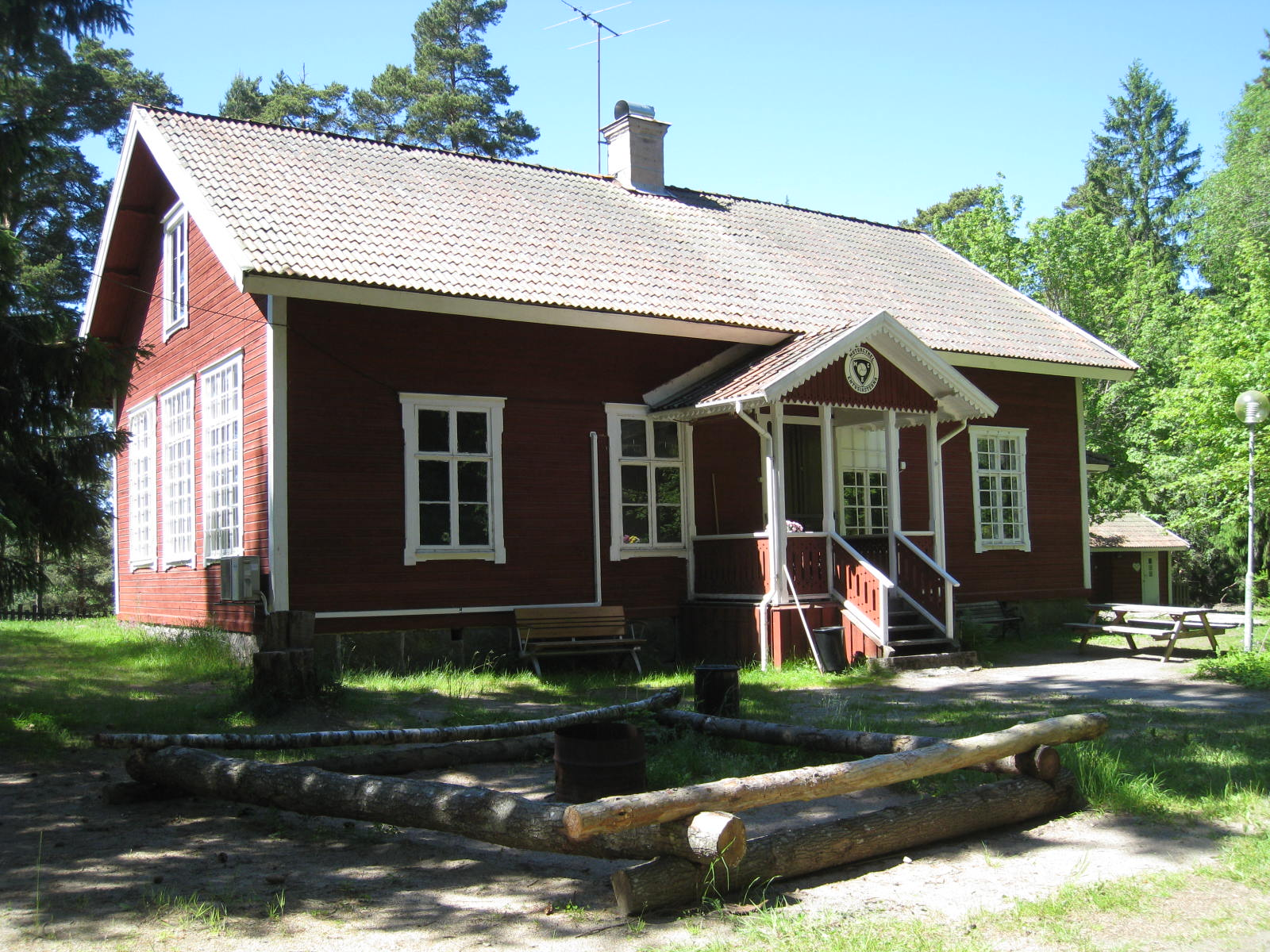
Görvälns gamla skola vid Snutenvägen 11 ligger i Oxhagens område inom Görvälns naturreservat.

Inom Görvälns slotts ägor låg det öster om slottet ett stort skogsområde, det som idag är Görvälns griftegård. Där fanns även Oxhagens område, där sedan Görvälns skola byggdes 1896. Skolan var verksam åren 1896-1939.
| De två kvartscirkelformade paviljongerna.Till vänster den norra paviljongen, där Naturum håller till och till höger den södra paviljongen, där Järfälla Kanot- och Roddklubb har sina lokaler.  |  | De två kvartscirkelformade paviljongerna.Till vänster den norra paviljongen, där Naturum håller till och till höger den södra paviljongen, där Järfälla Kanot- och Roddklubb har sina lokaler. |
| De två kvartscirkelformade paviljongerna. Till vänster den norra paviljongen, där Naturum håller till och till höger den södra paviljongen, där Järfälla Kanot- och Roddklubb har sina lokaler. |  | |

I den ena av de två kvartscirkelformade paviljongerna närmast vattnet har Naturskyddsföreningen (tidigare Svenska Naturskyddsföreningen) ett Naturum, där man ordnar utställningar om naturen i Järfälla, olika miljöfrågor och liknande frågor. I Naturum ska besökaren få information om det lokala områdets geologi, flora, fauna och kulturhistoria. Det ska inspirera till friluftsliv och besök i den omgivande naturen. Föredrag och bildvisningar ingår också i verksamheten. I den andra paviljongen håller Järfälla Kanot- och Roddklubb till.

### Görvälns krog (Villa Solbacka)
Görvälns krog, eller Villa Solbacka, ligger 200 meter söder om slottet. På denna sida av viken lät Svante Bielke i början av 1600-talet uppföra "Röda byggnaden vid sjön". I likhet med huvudbyggnaden (Stora röda huset) var det ett stenhus. Troligen var det fogdens bostad. Från 1650 var byggnaden en sjökrog där resande kunde rasta. Krogen låg dessutom vid en viktig vinterväg som gick från Barkarby över de låglänta slätterna och ut på Mälarisarna vid Görväln. Krogen lades ner på 1830-talet, det vill säga ungefär samtidigt som ångbåtarna började ersätta segelfartygen. Husets äldsta delar är från tidigt 1600-tal, men det har förstås byggts om och byggts ut flera gånger sedan dess.
Huset fungerade som skola under 1800-talets slut, åren 1870-1896. År 1870 inrättade brukspatron Axel Fredrik Björkman inrättade den privata skolan för traktens barn i Görvälns gamla krog. År 1879 blev skolan kommunal, då undervisningen flyttade 1896 till det nybyggda skolhuset i Oxhagen, Görvälns skola. Det fanns 23 barn i skolåldern på Görväln år 1870. Efter 8 år lades skolan ner. Görvälnsbarnen och Lövstabarnen fick gå i en så kallad ambullerande skola under en del år. Det fungerade så att ena terminen fick Görvälnsbarnen undervisning och nästa termin fick Lövstabarnen undervisning. Efter att skolan i Görvälns krog lades ned har Villa Solbacka använts som bostad.
Idag drivs Solbacka krog, som byggnaden nu kallas, som ett 4-stjärnigt hotell av Görvälns Slott AB. De driver även annexet Villa Solbacka, som uppfördes 1928-1929. Bland deras hotell ingår även Görvälns slotts norra och södra flyglar samt Gula villan, som nu kallas Villa Bleckhornet.

### Trädgårdsmästarbostaden
Trädgårdsmästarbostaden ligger granne med Gula villan vid allén på Görvälnsvägen 200 meter norr om slottet. Den byggdes under 1800-talets första del. Bruksägaren Bengt Magnus Björkman (1745-1824) lät uppföra villan i sten, och där är entrédörrarna äldre än själva huset, dörrarna kan ha funnits på en äldre byggnad.

### Gula villan
Gula villan, eller Bläckhornet, som villan också kallas, byggdes 1889, alltså efter det att trädgårdsmästarbostaden hade byggts. Huset ligger vid allén på Görvälnsvägen 150 meter norr om slottet. Ingenjör Antenor Nydqvist (1817-1914) lät uppföra huset. Villan har ett toppigt tak, som är krönt av en skorsten. Huset har ett karaktäristiskt utseende med gavlarna, burspråken och förstukvistarna i varierande höjder. Idag drivs Villa Bleckhornet, som byggnaden nu kallas, som ett 4-stjärnigt hotell av Görvälns Slott AB.

### Görvälns kolonilotter
På senare år har parken rekonstruerats och föryngrats. Där den tidigare trädgården låg finns idag kolonilotter. Görvälns koloniträdgårdsförening har sina odlingar i området. Föreningen bildades 1990 och har odlingslotter sydöst om slottet. Det finns för närvarande 92 odlingslotter, som dock inte får bebyggas med kolonistugor. Tidigare fanns här också en anläggning av en örta- och rosengård med tonvikt på örter och rosor med gamla anor.

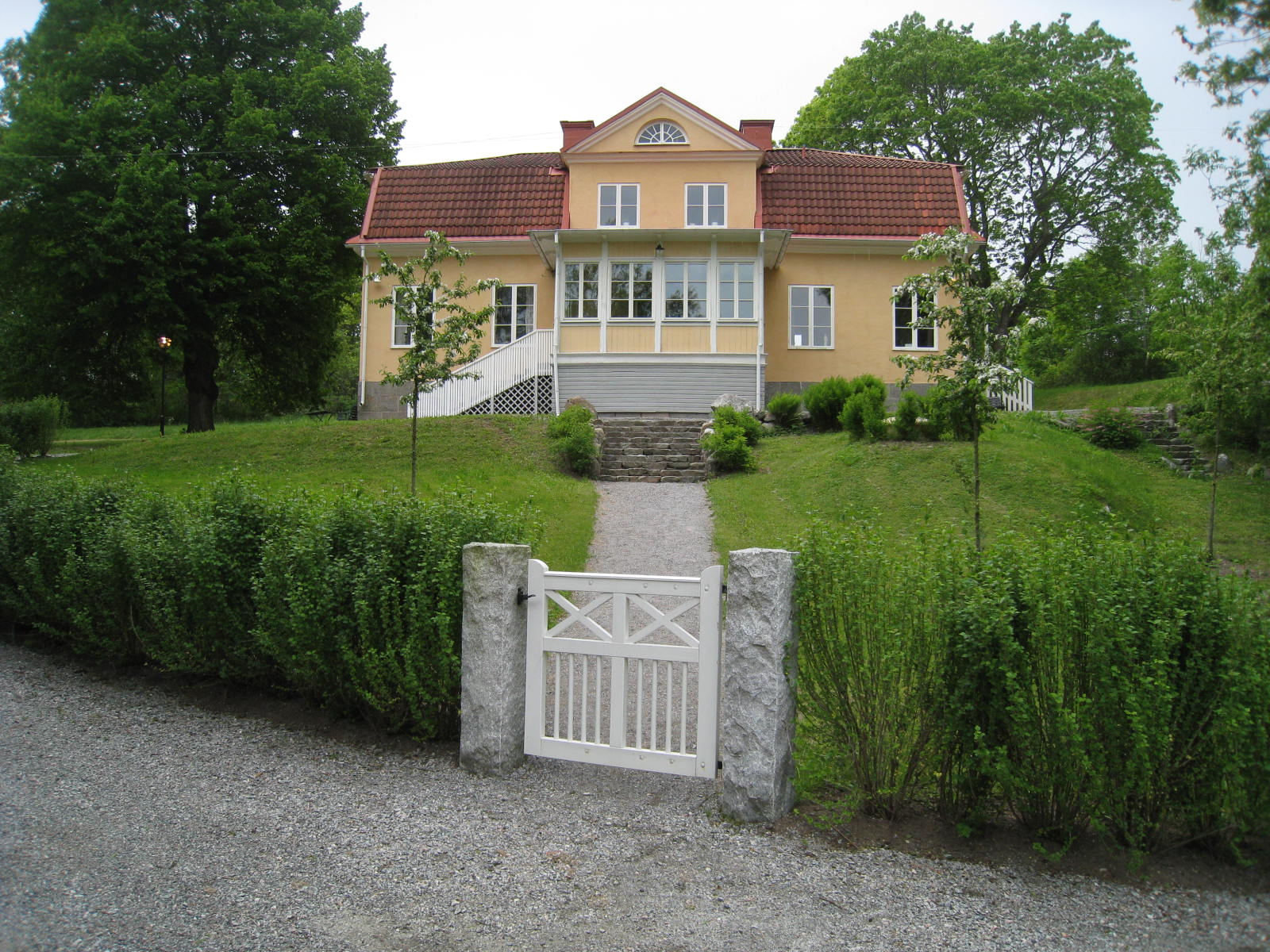
Görvälns krog eller Villa Solbacka.
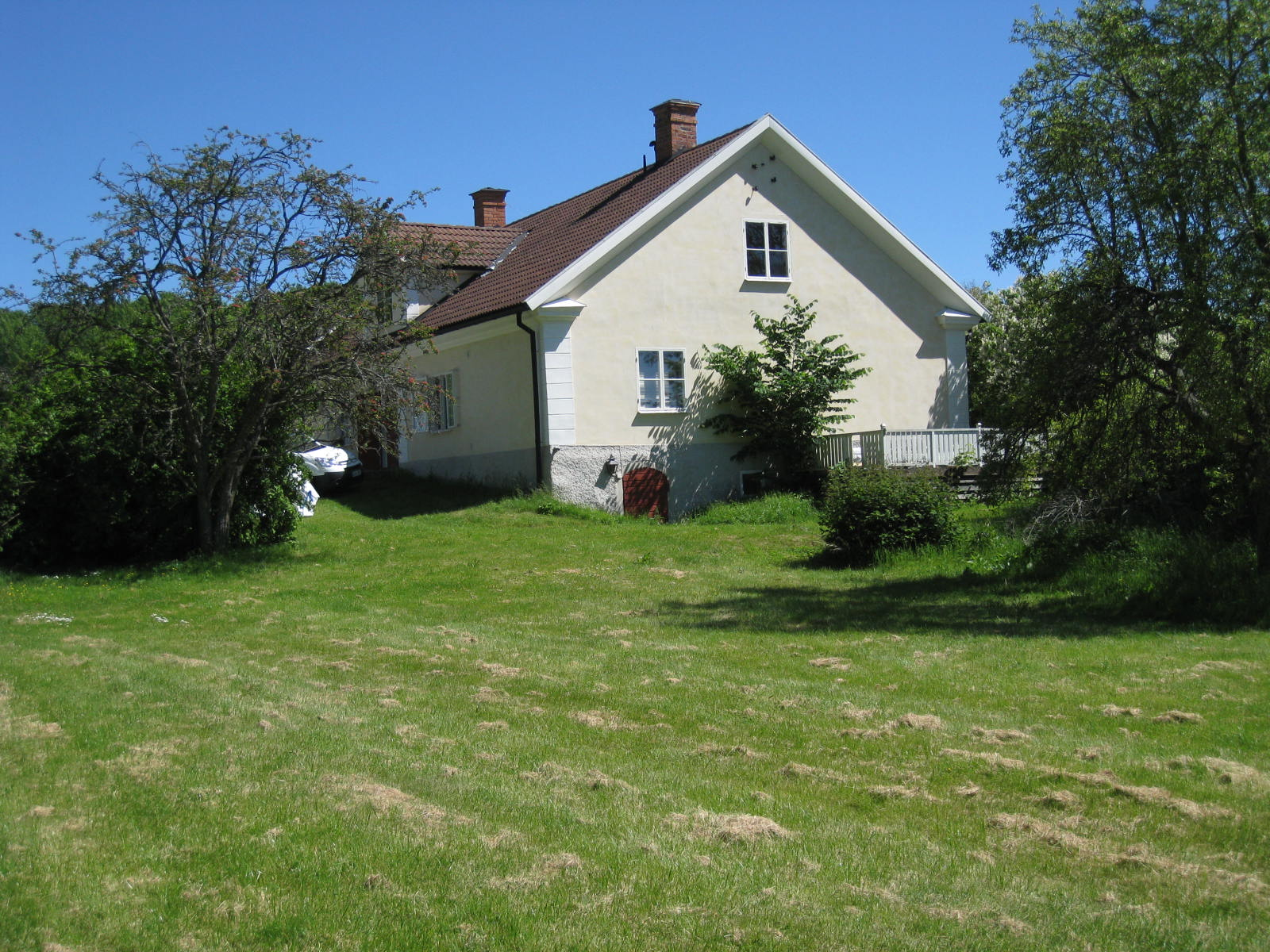
Trädgårdsmästarbostaden.
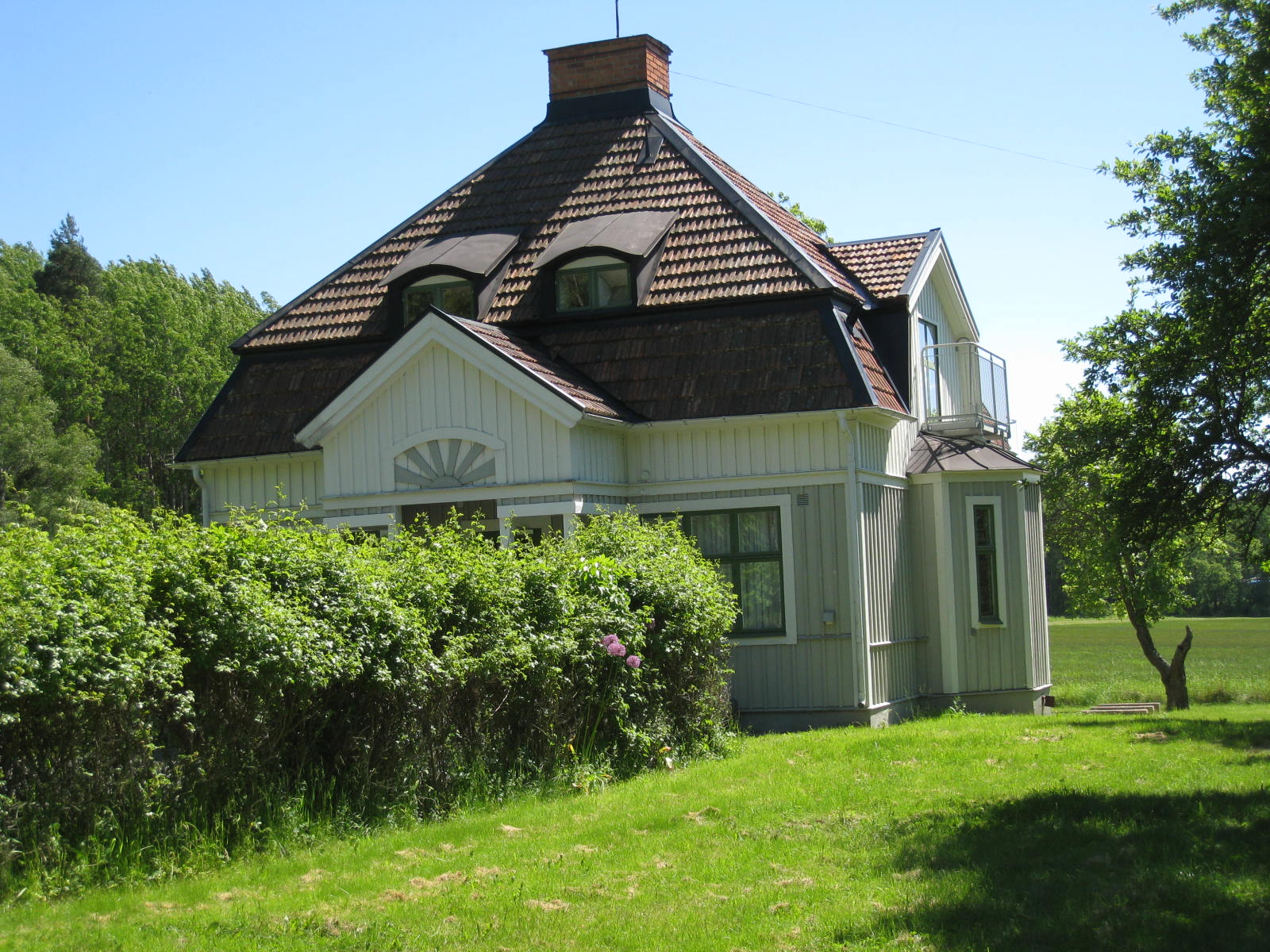
Gula villan.
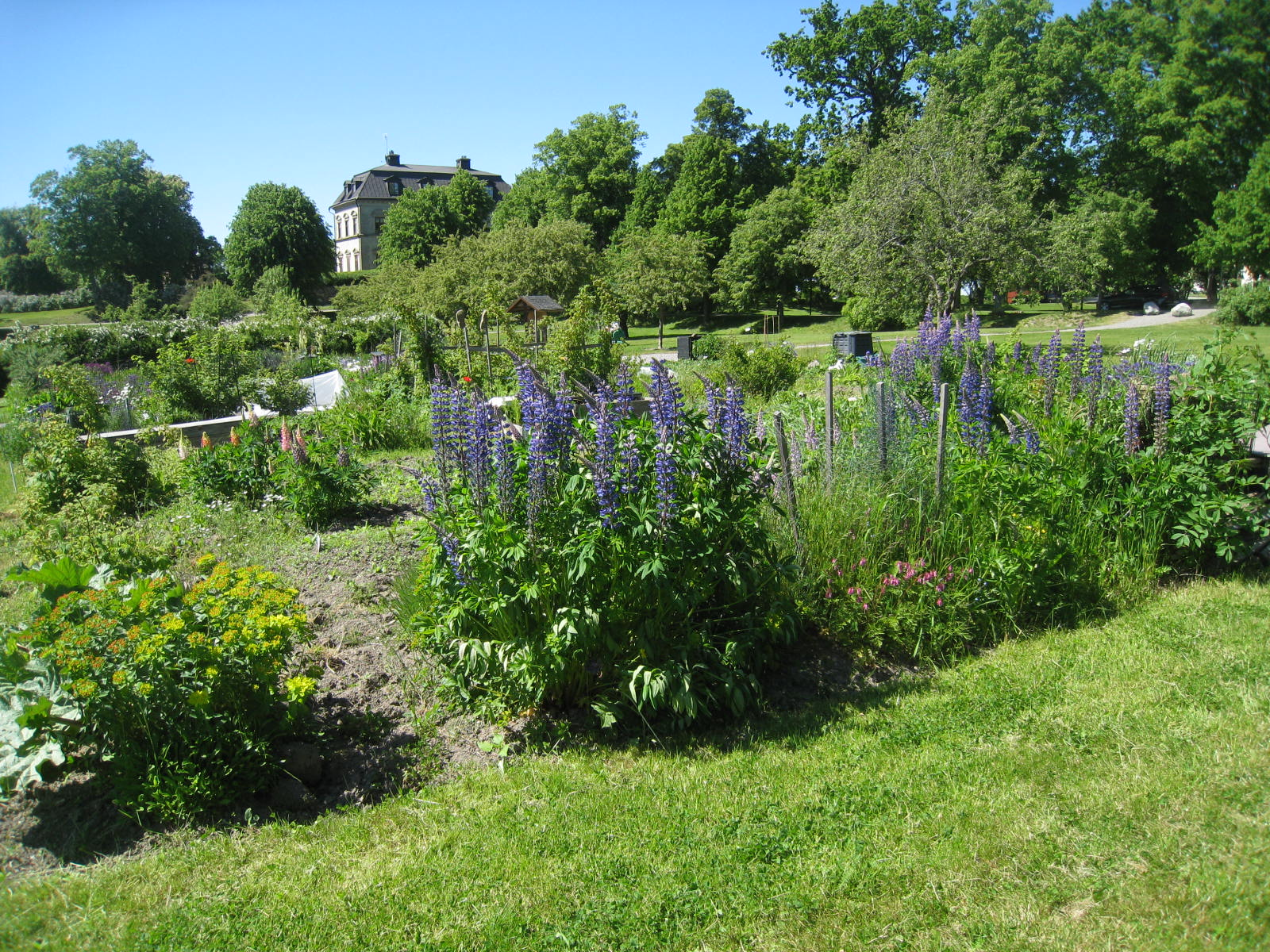
Görvälns koloniträdgårdsförening sköter Görvälns kolonilotter.

## Historik

### Görvälns slottspark, arealavmätning 1701

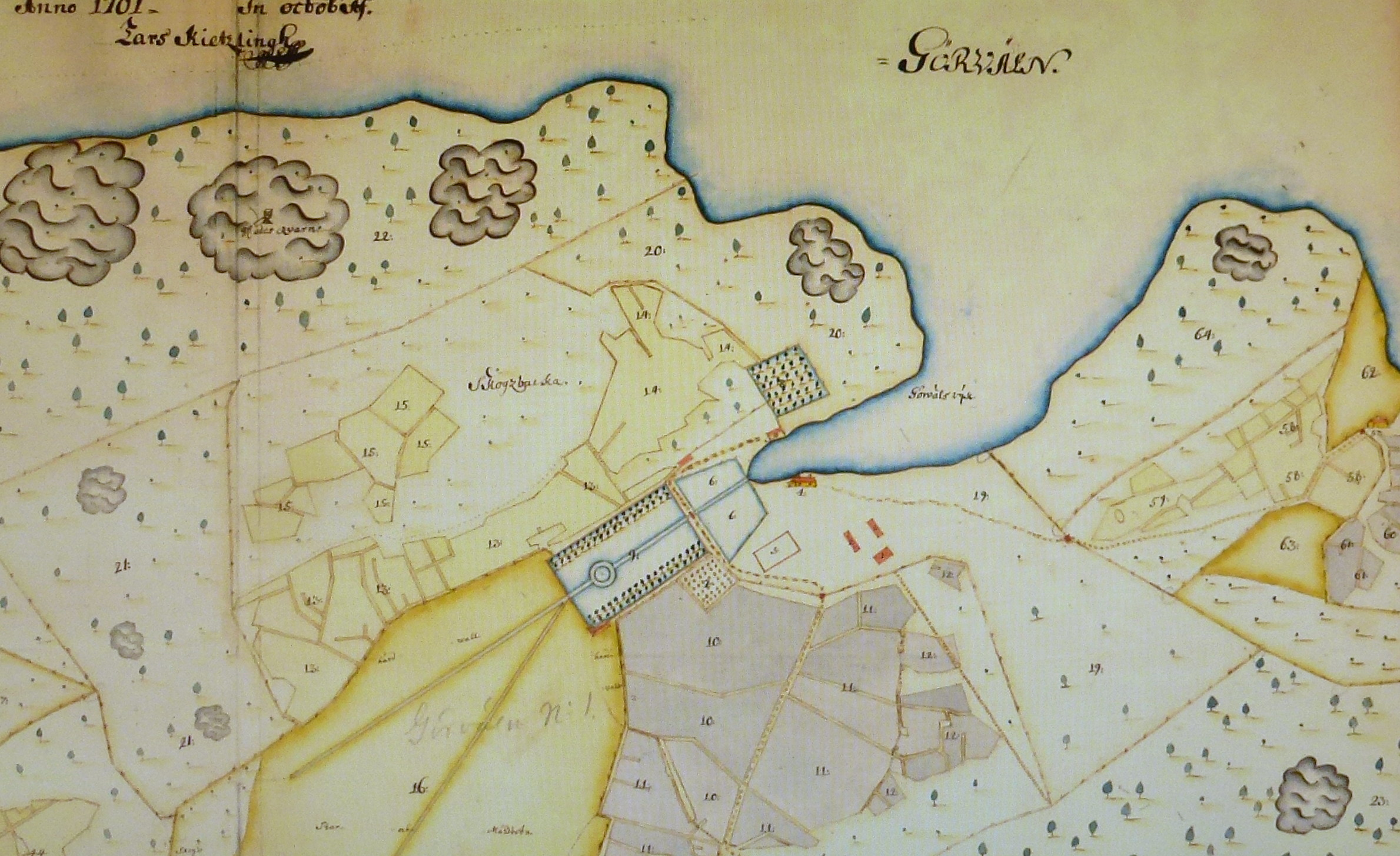
Karta över Görväln från 1701 av Lars Kietzlingh som visar Görvälns gårdsområde med närmaste omgivning. Erik Dahlbergh (1625-1703) genom lantmätaren Lars Kietzlingh.

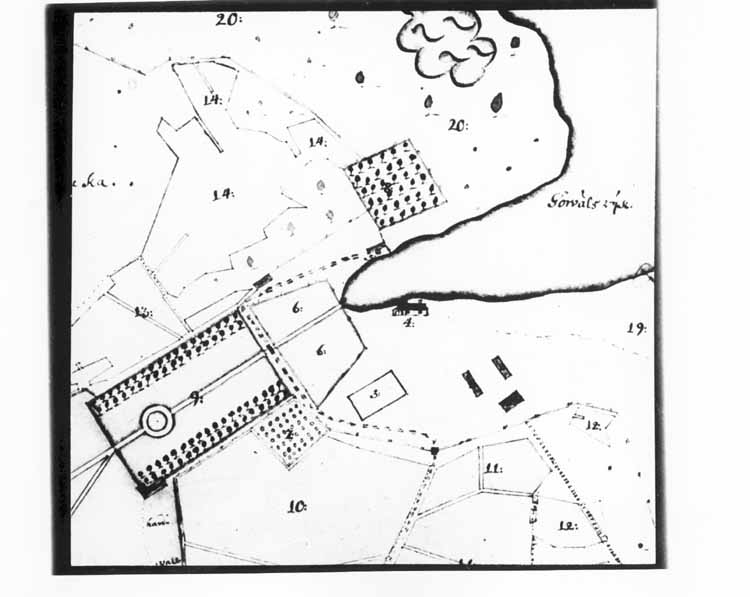
Del av karta över Görväln från 1701 av Lars Kietzlingh som visar Görvälns gårdsområde med närmaste omgivning.

Karta över Görväln från 1701 av Lars Kietzlingh som visar Görvälns gårdsområde med närmaste omgivning. Kartan orienterad väster-öster. Originalet finns i Lantmäteristyrelsens arkiv. De tre mörka rektanglarna utmärker huvudbyggnad och flyglar.
På lantmätaren Lars Kietzlinghs karta över Görväln från 1701 ser vi i förstoring en del Görvälns gårdsområde med närmaste omgivning.
- 1. Huvudbyggnaden;
- 2. Flyglarna - står antecknat att södra flygeln brunnit ned för någon tid sedan;
- 3. Ladugård (till vänster om mangårdsbyggnaderna) gammal och nedrutten (grundmarkering);
- 4. Brygghus;
- 5. Solbacka (sjökrogen) - står antecknad som en gammal byggnad, krog om vintern;
- 6. Kålgårdar;
- 7. Humlegården;
- 8. Körbärslunden;
- 9. Fruktträdgård - äpple och päron.

### Pehr Carlskölds trädgårdsanläggningar på 1750-talet
På 1600-talet hade Görväln välordnade trädgårdsanläggningar nere i dalen söder om viken. Först i mitten av 1700-talet tycks däremot området kring stora huset ha ordnats av Pehr Carlsköld (1718-1765). Han var ägare till Görväln 1752-1759. Då anlade han "lindallén som leder ner mot sjön", eller, om man vänder på det, "lindallén som leder upp mot den högt belägna huvudbyggnaden från öster". Allén med lindträden planterades således i mitten på 1750-talet mellan flyglarna, på den sträcka som går från Görvälns krog, även kallad Villa Solbacka, nere vid sjön och upp till huvudbyggnaden. Det är en gulputsad byggnad med brutet tak, som varit inspektorns bostad och som även en tid fungerat som skollokal. Carlsköld planterade inte bara lindallén och parkträden, han anlade också runt stora huset "en parterr med några och femtio unga fruktträd". Parken kring stenhusen ordnades senare. Innan uthusen flyttades var området i söder ladugårdsbacke och marken nere vid viken var betesplats och vattningsplats. Detta kan vi se på målningar från 1800-talets mitt.
På åkern mellan husen och stora diket anlades drift av ett salpeterverk, salpeteråkern, namnet vittnar fortfarande om var den låg. Salpeterverket bestod av tre lador, "den ena till 24, den andra till 147 alnars längd", det vill säga 88 meter. Carlsköld anlade också två nya torp, varav ett för två hushåll och det andra bostället anlade han för en fiskare och en skeppare. Vidare lät han anlägga två mindre kvarnar. Dessutom lät Pehr Carlsköld år 1751 anlägga ett tegelbruk, Görvälns tegelbruk, väster om slottet. Tegelbruket lades ner 1852. Idag finns arbetarbostället Bruket kvar samt grunden efter tegelugnen. Under Carlskölds tid fanns det 11 torp med 12 familjer på området och han hade anställda skeppare, fiskare, smed och trädgårdsmästare med egna bostäder.

### 1820-talet
| Samma utsikt med nära tvåhundra års mellanrum.Görvälns slott ligger vackert i en liten mälarvik. Vattnet har varit viktigt för områdets utveckling både som transportled och för fisket.Bilden till vänster visar en litografi av Michael Gustaf Anckarsvärd på 1820-talet och som publicerades i Ulrik Thersners "Fordna och närvarande Sverige". Målningen visar hur byggnaderna tedde sig efter Björkmans ombyggnad med sina nya vindskupor. Samtidigt visar målningen vilken lantlig idyll Görväln var med sina betande kor. På bilden saknas ladugården som borde ha skymtat någonstans i grönskan uppe till höger.Bilden till höger visar att slottets arboretum, samlingen av olika räd och buskarter, har vuxit upp så att slottet döljs. Landskapet förändras ständigt.    |  | Samma utsikt med nära tvåhundra års mellanrum.Görvälns slott ligger vackert i en liten mälarvik. Vattnet har varit viktigt för områdets utveckling både som transportled och för fisket.Bilden till vänster visar en litografi av Michael Gustaf Anckarsvärd på 1820-talet och som publicerades i Ulrik Thersners "Fordna och närvarande Sverige". Målningen visar hur byggnaderna tedde sig efter Björkmans ombyggnad med sina nya vindskupor. Samtidigt visar målningen vilken lantlig idyll Görväln var med sina betande kor. På bilden saknas ladugården som borde ha skymtat någonstans i grönskan uppe till höger.Bilden till höger visar att slottets arboretum, samlingen av olika räd och buskarter, har vuxit upp så att slottet döljs. Landskapet förändras ständigt. |
| Samma utsikt med nära tvåhundra års mellanrum. Görvälns slott ligger vackert i en liten mälarvik. Vattnet har varit viktigt för områdets utveckling både som transportled och för fisket. Bilden till vänster visar en litografi av Michael Gustaf Anckarsvärd på 1820-talet och som publicerades i Ulrik Thersners "Fordna och närvarande Sverige". Målningen visar hur byggnaderna tedde sig efter Björkmans ombyggnad med sina nya vindskupor. Samtidigt visar målningen vilken lantlig idyll Görväln var med sina betande kor. På bilden saknas ladugården som borde ha skymtat någonstans i grönskan uppe till höger. Bilden till höger visar att slottets arboretum, samlingen av olika räd och buskarter, har vuxit upp så att slottet döljs. Landskapet förändras ständigt. |  | |

Brukspatronen Axel Fredrik Björkman (1833-1886) på Görväln fullföljde en omdaning av mangårdsbyggnaden som hans far Axel Ulrik Björkman (1797-1855) hade påbörjat, och han anlitade en trädgårdsprojektör Sven Lindh, som 1869 hade utarbetat ett förslag till ordnande av park och trädgårdsplaneringar. Fadern Axel Ulrik Björkman var ägare till Görvälns slott 1829-1855 och hans hustru Maria Norlin Björkman åren 1855-1861, därefter var deras son Axel Fredrik Björkman ägare till Görväln åren 1861-1882. Det tycks som om Lindhs förslag väsentligen genomfördes. Förslaget bestod av två skilda delar, vilket också kartbilden visar. Den västra delen kring husen och ner mot sjön utgörs av den park, som i stort sett finns än idag. Sålunda är det makarna Axel Fredrik Björkman och Ebba Björkmans verk. Men parken har senare kompletterats med bland annat en rad exotiska träd under doktor Mauritz Salins tid. På 1870-talet anlades en långsmal trädgård åt öster utmed framfartsvägen. Den äldre trädgårdsmästarbostaden med intilliggande växthus ligger mitt i den. I trädgårdens östra del visade förslaget ett "Tempel i spaljéform". 20 år senare byggdes den bläckhornsformade Gula villan. Generalskan, fru Lotty Friis (1887-1968), som ägde Görvälns slott åren 1927-1963, ägnade stort intresse åt park och trädgård, som hon rustade upp. Hon var gift med general Torsten Friis (1882-1967). Familjen hade först Villa Solbacka som sommarbostad och sedan rustade familjen upp Görväln och slottet blev permanentbostad.

### 1900-talet
Vid 1900-talets början kompletterades parken mot sjön med exotiska träd under Mauritz Salins tid, som ovan nämnts. Han planterade annorlunda växter från fjärran, tropiska länder. År 1963 köpte Järfälla kommun Görvälns mark och 1967 även själva gårdsanläggningen, det vill säga huvudparten av gården och omgivande park.